# Hees (Nijmegen)
Hees is een voormalig dorp en een wijk in de Nederlandse stad Nijmegen, gelegen in het stadsdeel Nijmegen-Nieuw-West. Op 1 januari 2023 telde de wijk 3.080 inwoners, verdeeld over 1.467 woningen, met een gemiddelde WOZ-waarde van € 415.000, op een oppervlakte van 0,82 km².

## Geschiedenis

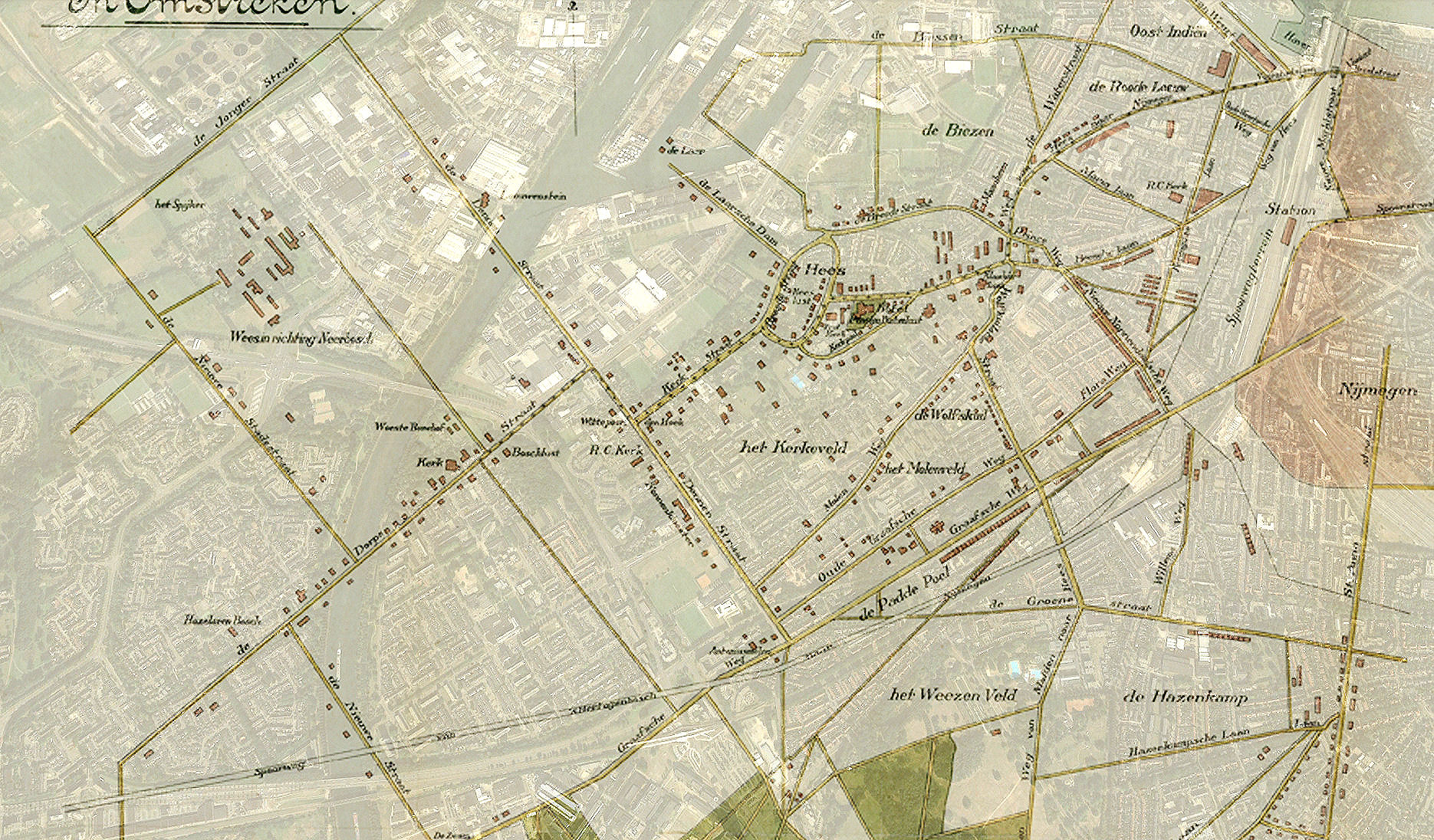
Nijmegen kaart Hees projectie situatie 1906 en 2016

De naam Hees komt van het Oergermaanse woord haisjô, dat 'jong beukenbos' of 'kreupelhout' betekent. Dankzij vruchtbare gronden ontwikkelt het zich tot het landbouwgebied van Nijmegen. Vanaf de 17de eeuw is het gebied ontgonnen en vestigen stadsbewoners zich hier en werden landerijen opgekocht en buitenplaatsen gebouwd door waardoor mooie huizen verrezen. Daaraan ontleende het dorp dan ook zijn naam "villadorp". In de negentiende eeuw was Hees een dorp met twee bevolkingsgroepen: tuinders en welgestelden op zoek naar rust. De meeste tuinders bezaten kwekerijen en bloemisterijen. Deze tuinders onderhielden ook de tuinen van de villa’s en buitens van oud-kolonialen uit Nederlands-Indië en renteniers, die zich vanaf het begin van de 19e eeuw in het rustige Hees vestigden. Veel buitenplaatsen zijn verdwenen, slechts een klein aantal heeft zich gehandhaafd in de omgeving van de Kerkstraat, Kerkpad en Bredestraat. Andere landgoederen werden aangekocht door kloosterorden voor hun kloosters, pensions en scholen.  De aanleg van het Maas-Waalkanaal in 1927 betekende een kentering voor de ontwikkeling van het dorp. Door de aanleg daalde het grondwaterpeil, waardoor het gebied niet meer geschikt was voor de tuinbouw. Bovendien werden havens aangelegd en vestigde de industrie (PGEM) zich aan het kanaal. Bij de Volkstelling 1947 lag het grootste gedeelte van Heseveld in de buurt Hees. Het gebied tussen Graafseweg en de spoorlijn Tilburg - 's-Hertogenbosch - Nijmegen lag in de buurt De Goffert. Hees werd bij de Woningtelling 1956 opgesplitst in de buurten Dorp Hees en Heseveld. In 1960 is de naam Dorp Hees gewijzigd in Hees.

### Indeling
Het voormalige dorp Hees lag in het zuidwestelijke deel van de huidige wijk. Aan het dorp herinneren nog straten als Kerkstraat, Bredestraat en Schependomlaan.
Het noordoostelijke deel van de wijk (en dan met name het gebied dat ingeklemd ligt tussen de Oscar Carréstraat, de Schependomlaan, de Voorstadslaan en de Industrieweg) maakt officieel deel uit van de wijk Hees maar in de praktijk wordt dit gebied beschouwd als een deel van het Waterkwartier. De Dennenstraat was origineel de scheiding tussen Hees en Neerbosch.

### Villapark Hees
Vanaf 1902 werd een villapark aangelegd naar een ontwerp van architect Oscar Leeuw die ook de eerste Villa's (Villa 1 en 2) 2e Oude Heselaan en de Emmalaan 10 ontwierp. Willem Hoffmann ontwierp een aantal villa's aan de Voorstadslaan. Veel grootgrondbezitters en notabelen begonnen villa's te bouwen in Hees waarvan de meeste nog steeds staan. Pas in 1913 werd er weer gebouwd aan de Prinsenlaan na een aanbesteding voor vier aaneengesloten woonhuizen (ontwerp Oscar Leeuw), geen villa’s. Deze staan er niet meer en daarom ontbreken de nummers 14 t/m 17.

### Familie Snouckaert van Schauburg
Tussen 1851 en 1872 woonde twee telgen uit de adellijke familie Snouckaert van Schauburg in Hees, te weten Baron Philips Godard Reyndert Snouckaert van Schauburg, page van koning Lodewijk Napoleon (1808) en van keizer Napoleon I (1810), adjudant van prins van Oranje (1838), adjudant van koning Willem I (1840), koning Willem II (1845) en koning Willem III (1849). Na zijn pensionering betrok hij zijn buitenverblijf "Rust en Vreugd" op de zuidelijke hoek Voorstadslaan en Bredestraat naast de Villa Welgelegen. Philips Godard Reyndert stierf in 1869 in Hees en werd begraven naast de Nederlands Hervormde kerk van Neerbosch. Zijn neef Willem Frederik Snouckaert van Schauburg (ridder 4e klasse in de Koninklijke Nederlandse Militaire Willemsorde) betrok tot zijn dood meerdere huizen in Hees, te weten; huis "De Koepel" (1853) (het latere Villa De Beuken), het huis "Bergzicht" (1860) en het huis "Somerghem" (Ook gespeld als Somerchem).

### Oscar Carré

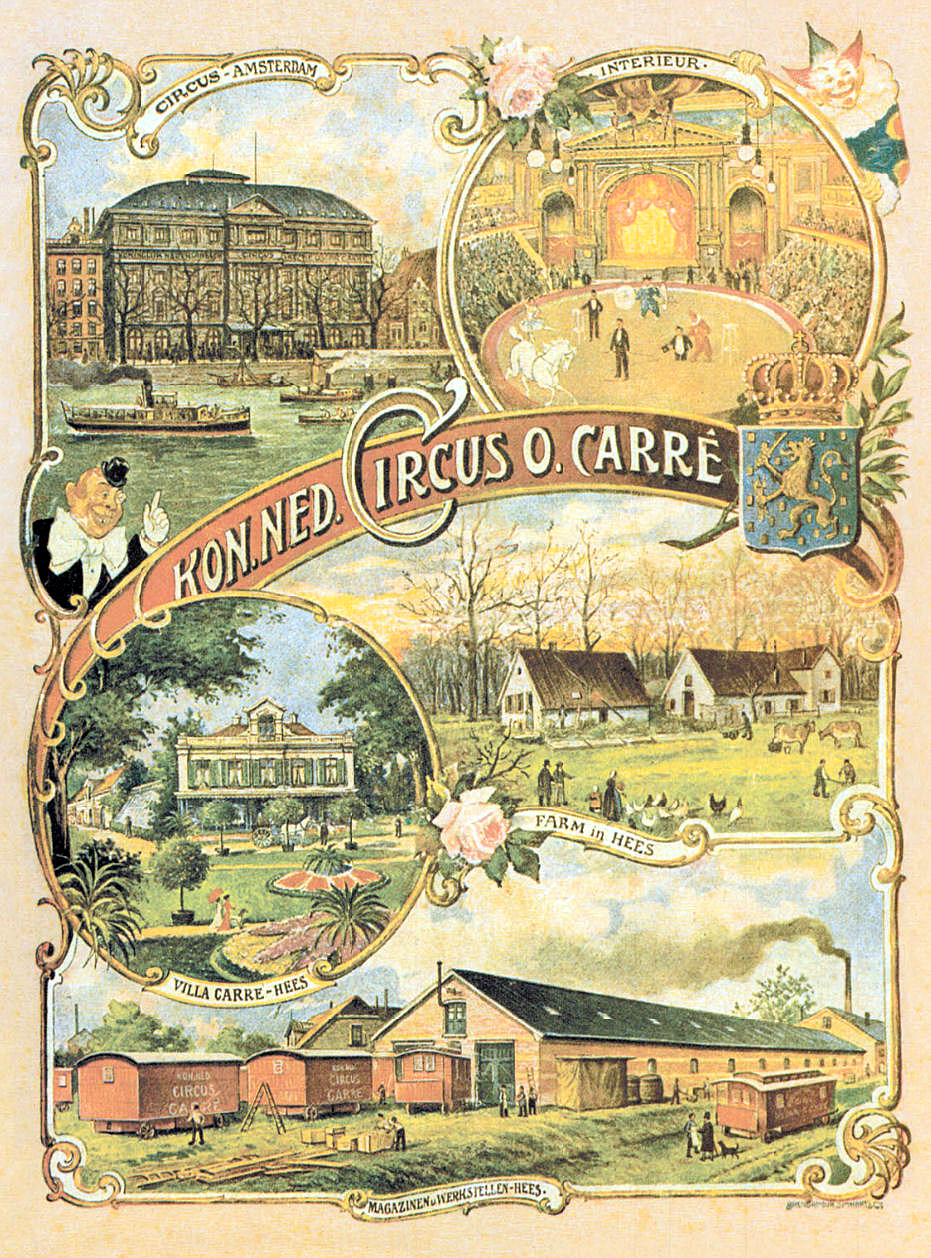
Een replica met foto's van de verschillende onderdelen van het Koninklijk Nederlands Circus O.Carré: Villa Carré Hees, Farm in Hees, Magazijn en werkstellen Hees en het Circus Amsterdam met interieur dat in 1887 werd gebouwd.

De beroemde circusdirecteur Oscar Carré woonde in de zomermaanden in Hees. In augustus 1901 kocht hij de villa Welgelegen, op de hoek Voorstadslaan-Dorpsstraat (Schependomlaan). De villa Welgelegen was rond 1860 gebouwd voor de oud kolonel Rooijaards. Oscar Carré doopte de villa om in Villa Carré. Hij kocht ook een boerderij met bijbehorende grond voor een manege.
Naast Café Juliana aan de Dorpsstraat liet Carré een grote manege bouwen voor maar liefst honderd paarden. Oude Nijmegenaren herinneren zich nog dat de familie op mooie zondagen met een mooi opgetuigd vierspan over de singels van de stad uitrijden ging. Circus Carré heeft maar betrekkelijk kort gebruik gemaakt van de stallen. De Oscar Carréstraat herinnert aan zijn tijd in Hees.

### Tramlijn

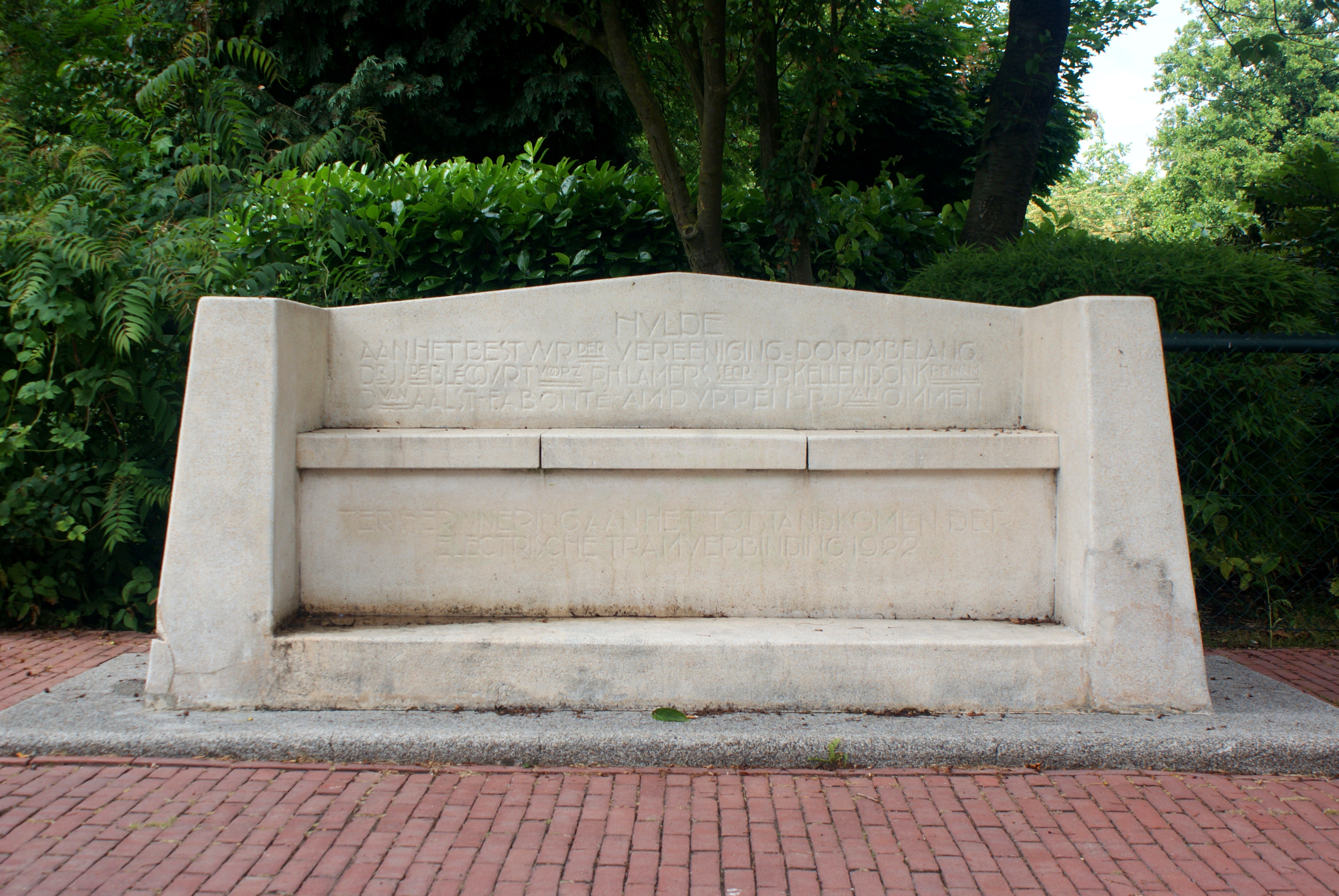
Monument in de vorm van een stenen bank, opgericht ter herinnering aan de totstandkoming van de tramverbinding Hees-Nijmegen, 1922

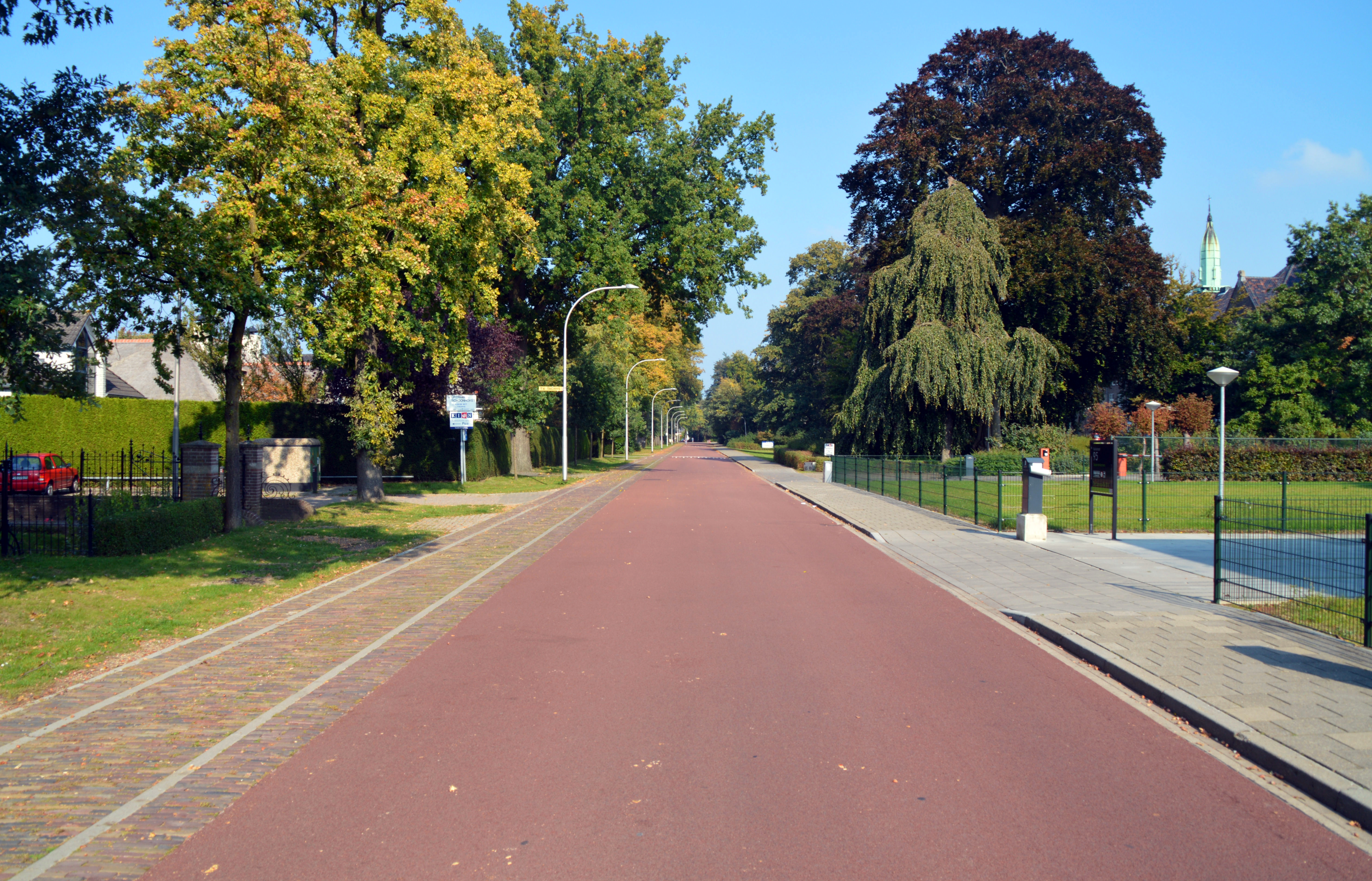
De Kerkstraat met links de ingelegde trambaan

Sinds 1889 verbond een stoomtram Hees met Nijmegen. Deze werd op 17 juni 1922 vervangen door een elektrische tramlijn tussen Nijmegen en Neerbosch. Om degenen die zich voor de aanleg van de tramlijn hadden ingezet werd op die dag op de hoek van de Kerkstraat en de Bredestraat in Hees een natuurstenen bank onthuld.
In de rugleuning en onder de zitting van de bank staat de tekst:

HVLDE

AAN HET BESTVVR DER VEREENIGING=DORPSBELANG

DR JJ DE BLÉCOVRT VOORZ= PH LAMERS SECR·JP KELLENDONKPENNM

D VAN AALST-F.A.BONTÉ AM DVPPEN-P.J. VAN OMMEN

En onder de zitting staat:

TER HERINNERING AAN HET TOTSTANDKOMEN DER

ELECTRISCHE TRAMVERBINDING 1922

Op 5 juni 1955 reed de elektrische tram voor het laatst door Hees. De Stenen bank werd in 1998 gerenoveerd.
In 2019 is met betonranden in de bestrating aangegeven waar vroeger de rails van de Nijmeegse tram heeft gelegen. De gebogen lichtmasten herinneren aan de masten waar de bovenleidingen van de trambaan aan bevestigd was.

### Militair tehuis Huize Insulinde

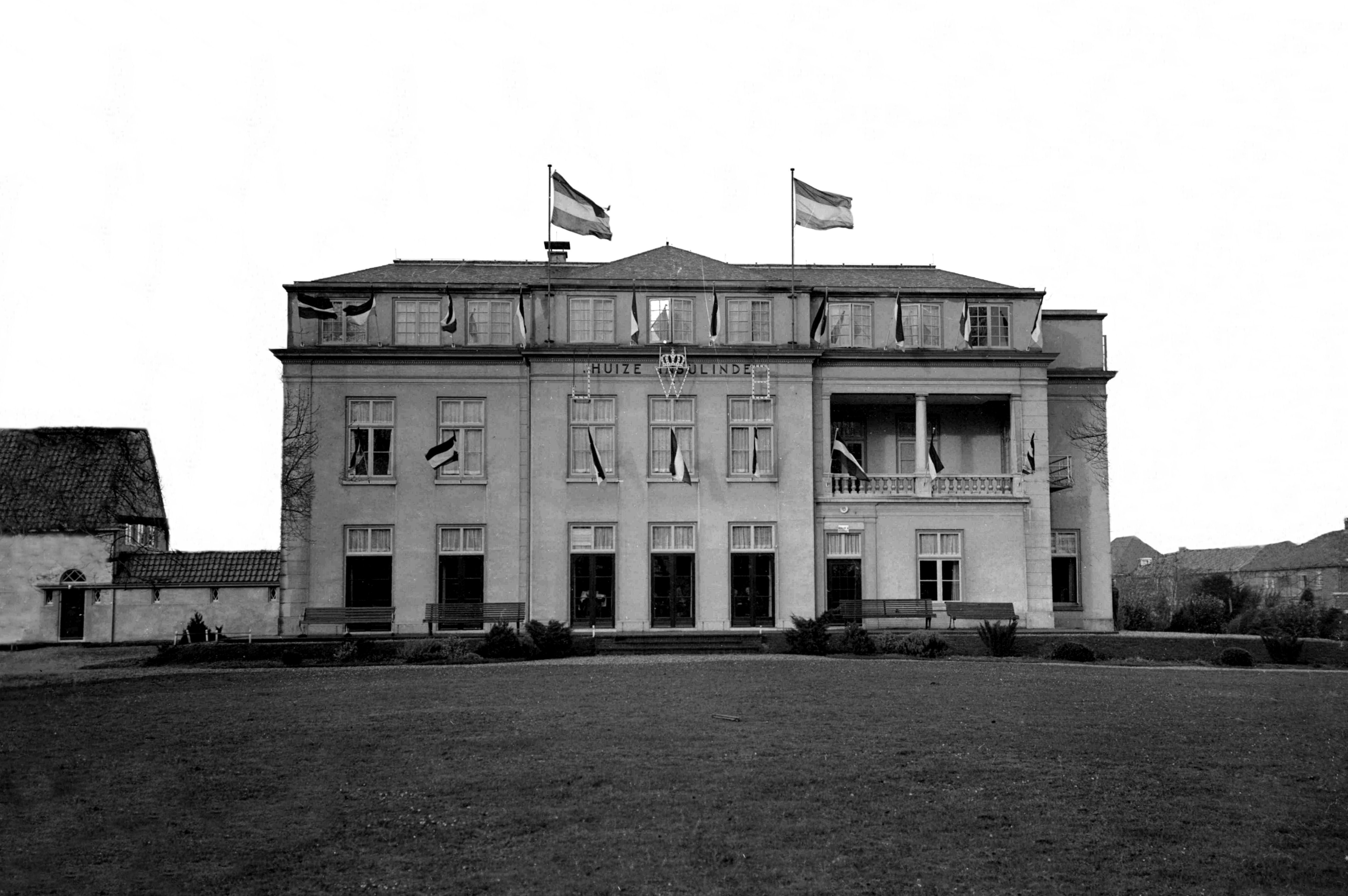
Huize Insulinde in 1938

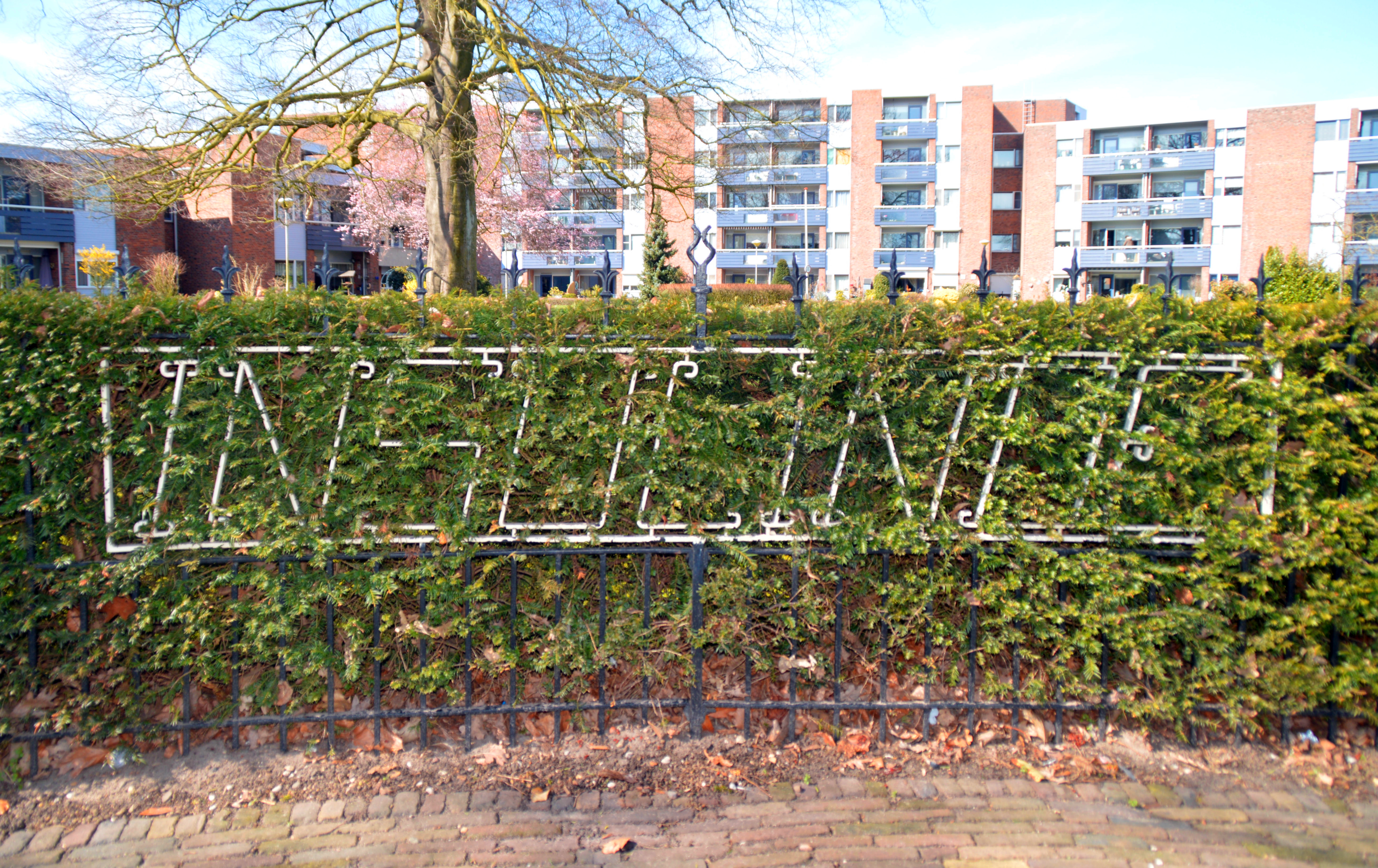
Huize Insulinde hekwerk

Huize Insulinde, was een tehuis voor militairen en verlofgangers en Indische repatrianten dat tussen 1918 en 1970 heeft bestaan. Het was een villa die eerder bewoond was geweest door de familie Oscar Carré. Tijdens zijn bestaan heeft het tehuis aan maximaal vijfenvijftig bewoners plaats geboden. Vanaf 1965 was het niet meer exclusief bestemd voor oud Indiëgangers. In de loop der tijd is de villa voor korte of langere periode door duizenden mensen bewoond. In 1974 is op de plaats van de villa een complex van 61 bejaardenwoningen gebouwd, Geulstraat 1 t/m 111 en Schependomlaan 2 t/m 12.Het enige dat herinnert hieraan is het smeedijzeren hekwerk met naam, gemaakt door A.G. Nieuwenhuis.
Huize Insulinde onderhield contacten met andere Indische instellingen zoals Militair tehuis Bronbeek en de Prins Hendrikkazerne (Korps Koloniale Reserve), waar men regelmatig bijeenkomsten van Oud-Indisch militairen bezocht.

## Kerken en kloosters

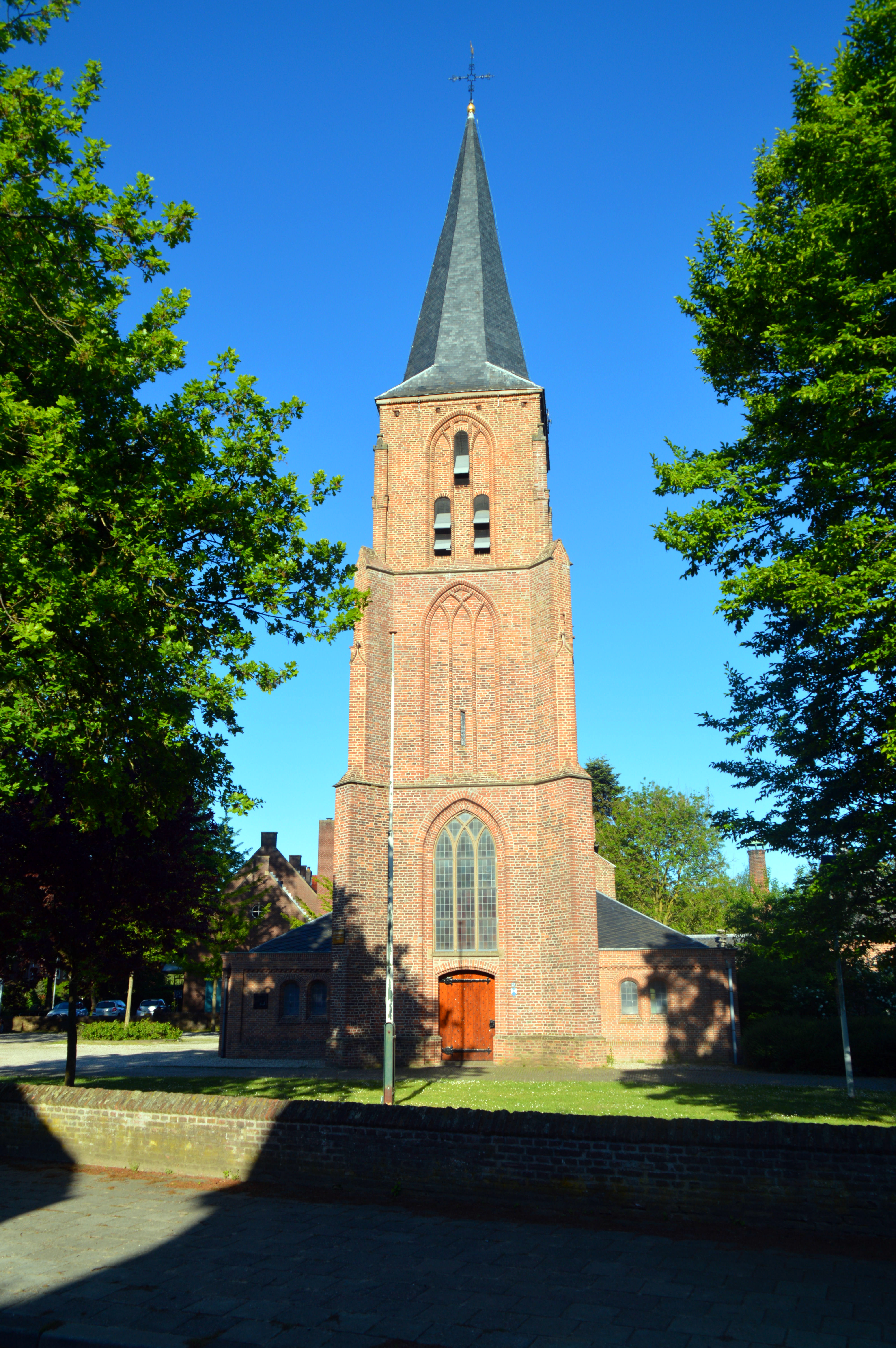
Petruskerk

In de middeleeuwen behoorde Hees kerkelijk tot de parochie van de Sint-Stevenskerk binnen de Nijmeegse stadsmuren, maar had wel een eigen kapel uit de 13e eeuw en een kerkhof. De Petruskerk dateert uit het midden van de 15de eeuw. In 1591 werd de kerk overgenomen door de protestanten. De katholieken maakten hierna gebruik van een schuilkerk. Bij de herinvoering van de godsdienstvrijheid tijdens de Bataafse Republiek kregen de katholieken hun kerk niet terug terwijl het dorp uit 554 katholieken en slechts 16 protestanten bestond. Tijdens de Tweede Wereldoorlog werd de Petruskerk door een bominslag zwaar beschadigd. Na de oorlog vonden restauratiewerkzaamheden plaats. Op de plaats van de schuilkerk kon in 1826 een nieuwe kerk worden gebouwd, die nadien vergroot werd. In 1880 werd deze kerk vervangen door de huidige Antonius Abtkerk, ontworpen door de architect Pierre Cuypers. Aan de Bredestraat ligt het voormalige damespensionaat Sancta Maria uit 1912 dat gesticht werd door de Zusters van Barmhartigheid van Ronse. Aan de Kerkstraat bevindt zich het Sint-Jozefklooster uit 1930. In 1938 gaf het gemeentebestuur toestemming om een begraafplaats aan te leggen achter dit klooster. Het gebouw deed oorspronkelijk dienst als grootseminarie van de Priestercongregatie van het Heilig Hart van Jezus. In 2020 wordt het klooster nog steeds bewoond door enkele religieuzen van de congregatie, al is het grootste deel van het gebouw ingericht als woonzorgcomplex.

## Sport en recreatie
Hees heeft twee voetbalclubs SV Blauw Wit en Vv Krayenhoff. Beiden clubs spelen op “Sportpark De Schoonhorst”. Een bekende oud-voetballer van SV Blauw Wit is de oud-international Roy Makaay. Ook beschikt de wijk over een tennisvereniging Tachys, een zwembad (Sportfondsenbad Nijmegen-West) en het Distelpark in het Noorden van de wijk.

## Onderwijs
Hees huisvest een basisschool (De Lanteerne) en voortgezet onderwijs (het Dominicus College).

## Bekende inwoners
- Philips Godard Reyndert Snouckaert van Schauburg
- Oscar Carré
- Lambertus Cornelis van Engelenburg
- Charles Hammes

## Afbeeldingen

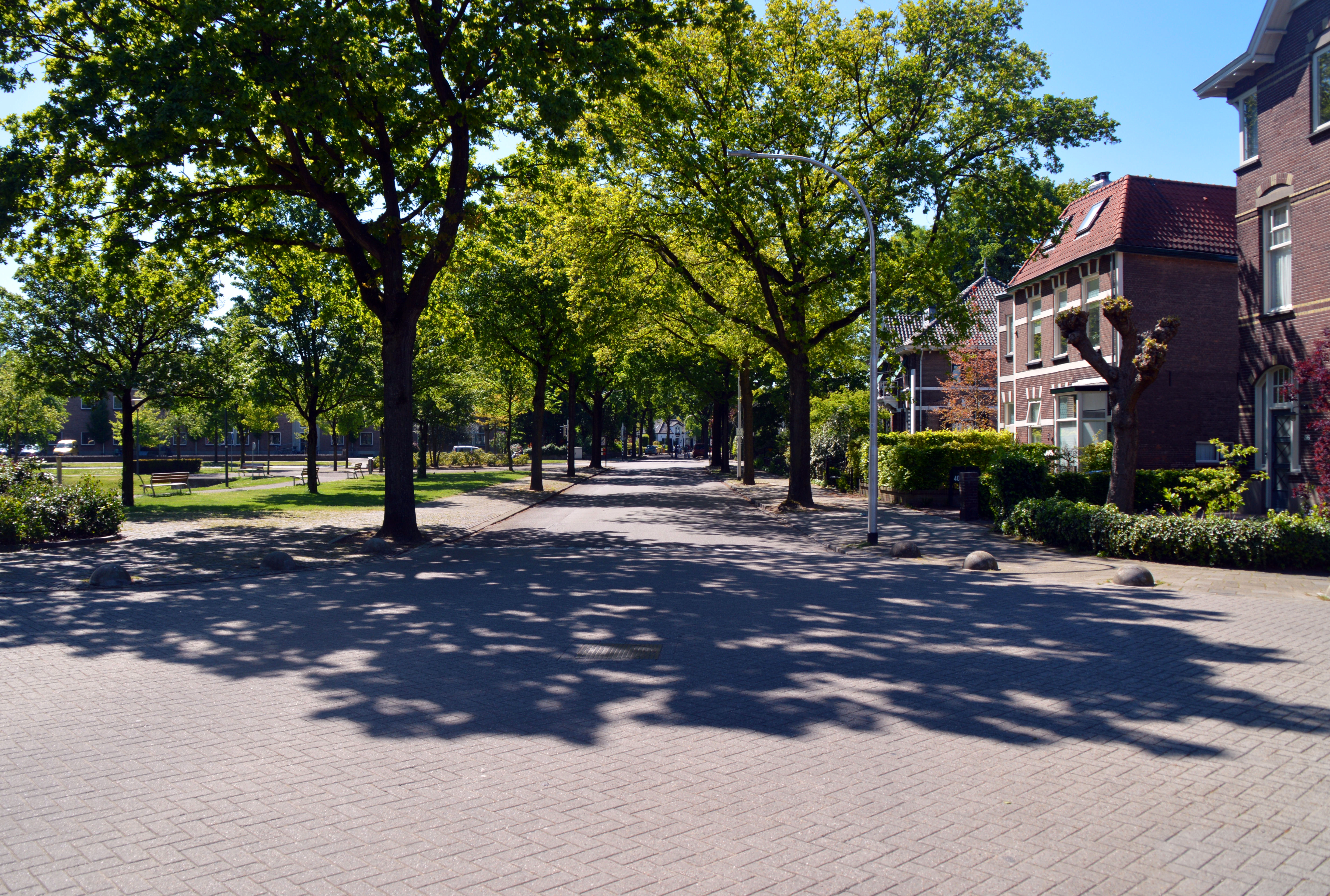
Schependomlaan
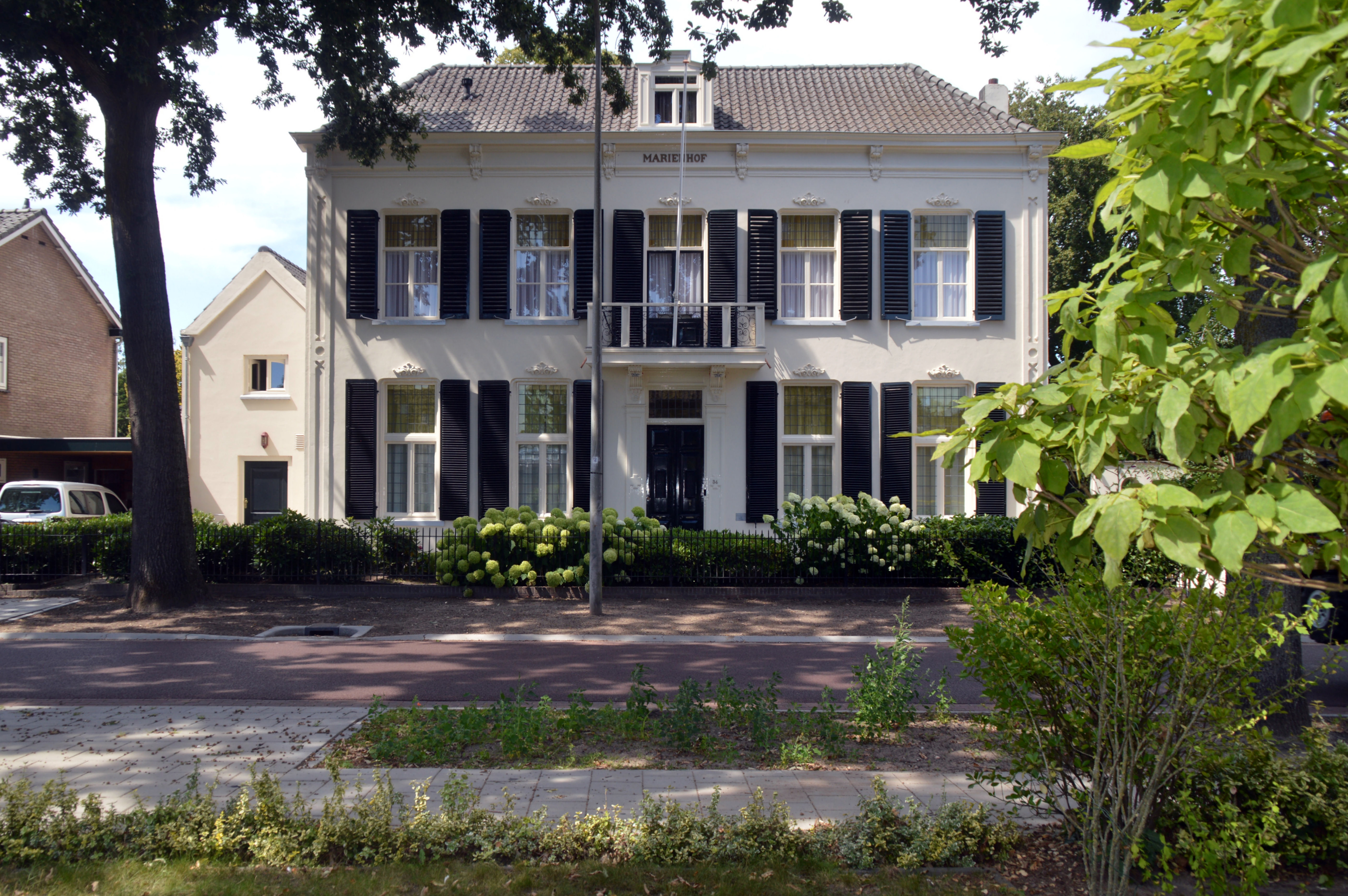
Huize Marienhof (1852)
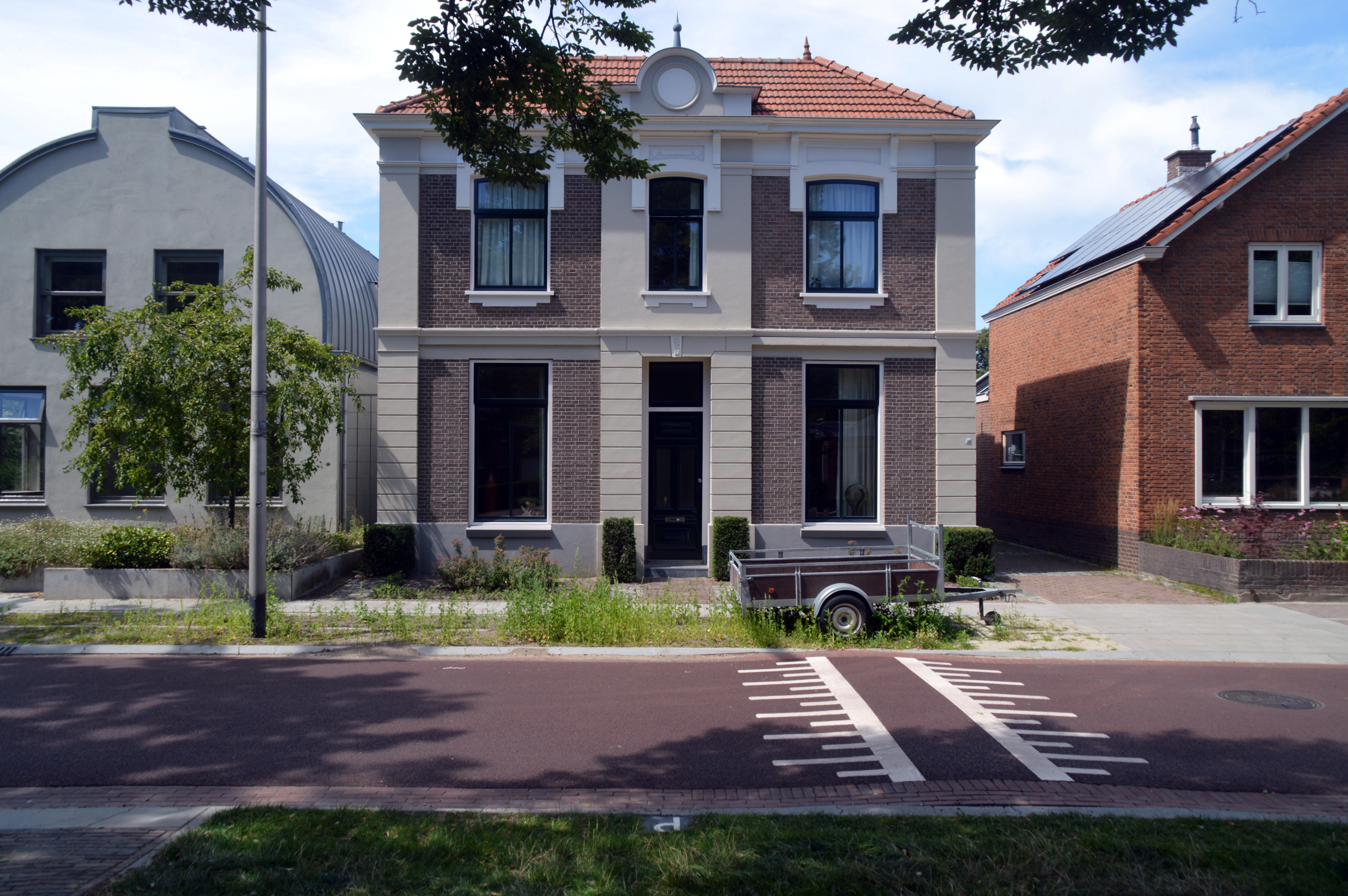
Voormalige Bakkerij Van de Pol. Bredestraat 26 (1882)
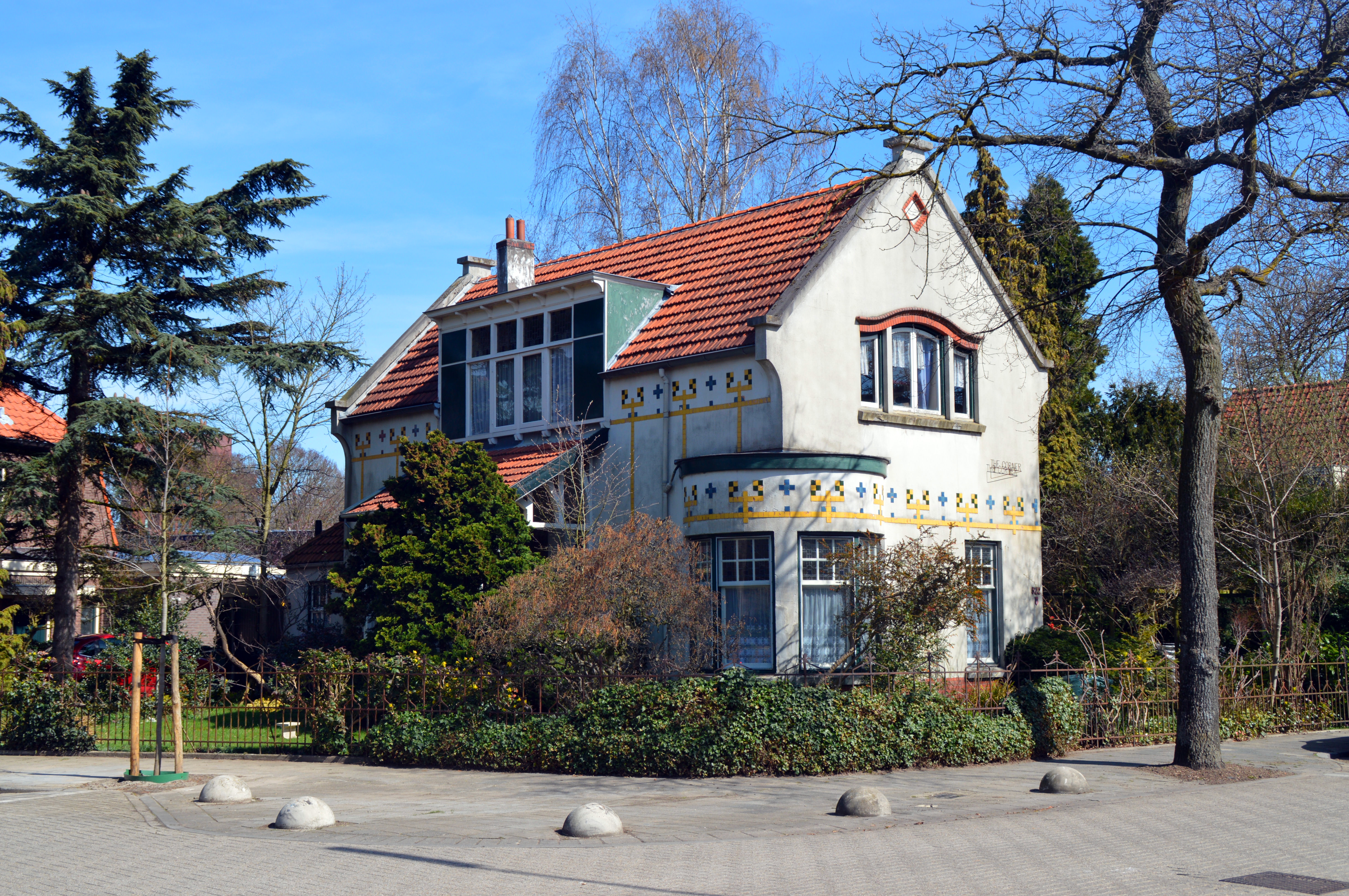
Villa 1, The Corner van architect Oscar Leeuw (1903)
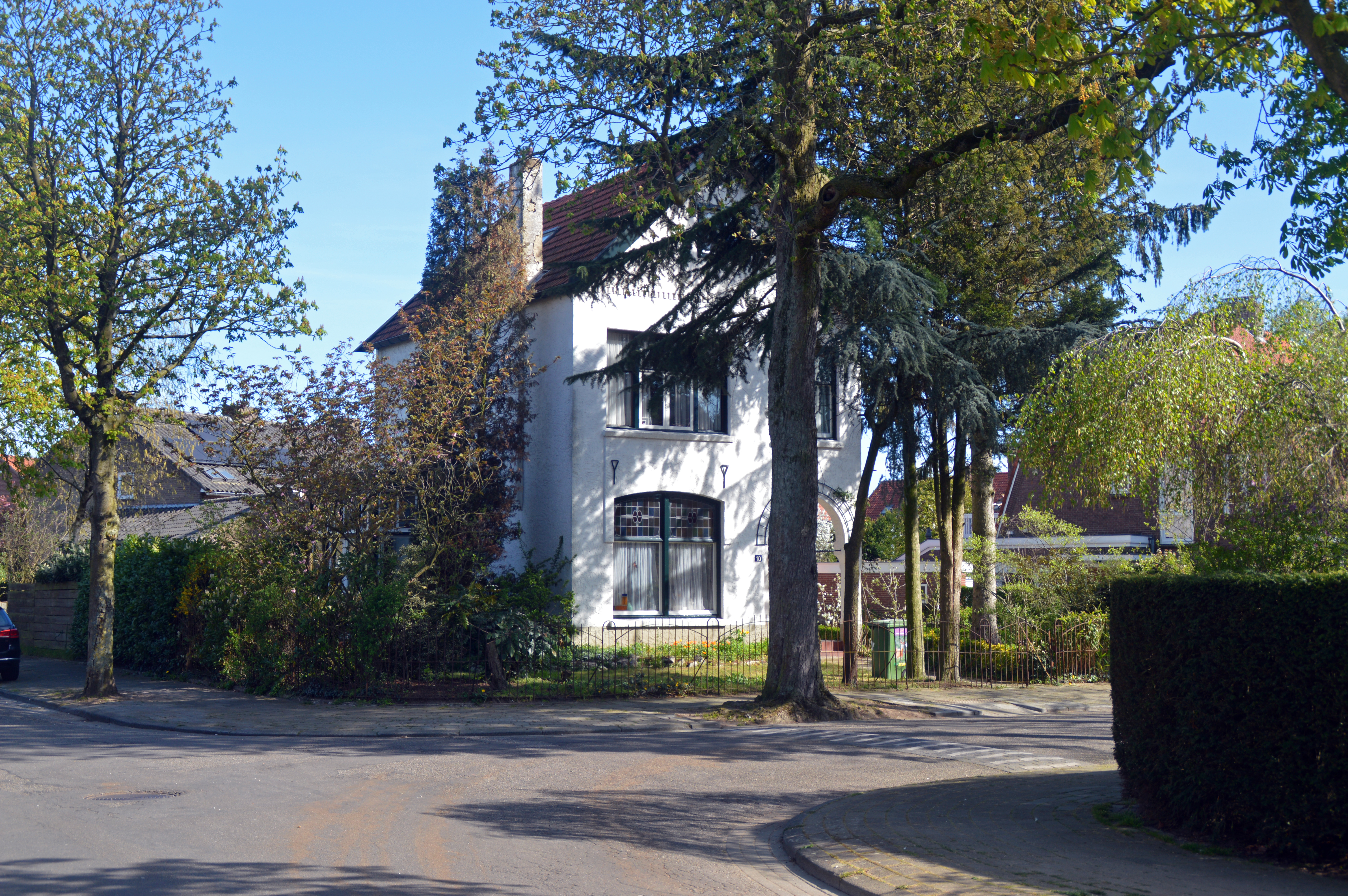
Villa 2, Emmalaan 10, architect Oscar Leeuw (1903)
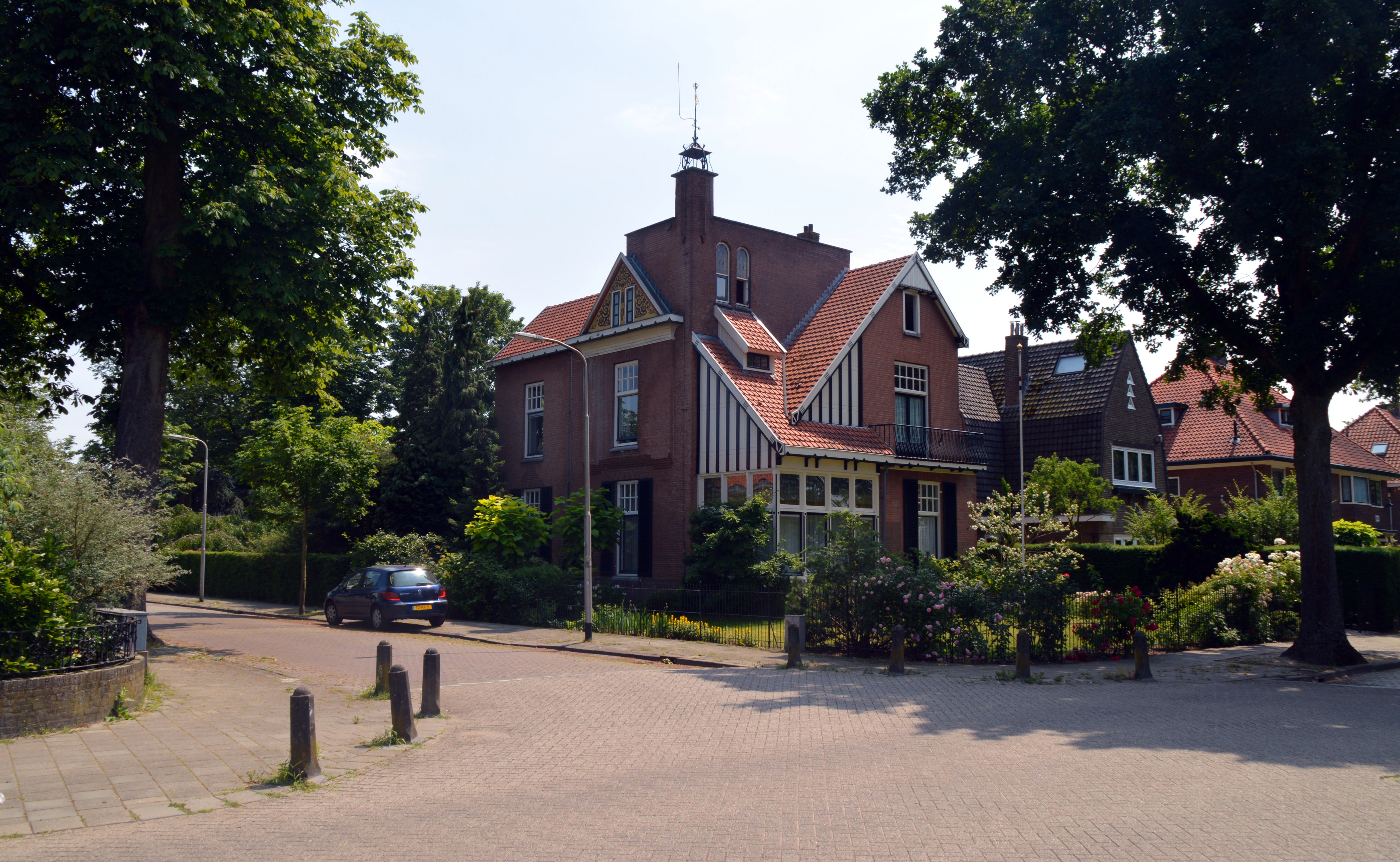
Villa Rica  Voorstadslaan 351 Willem Hoffmann (1904)
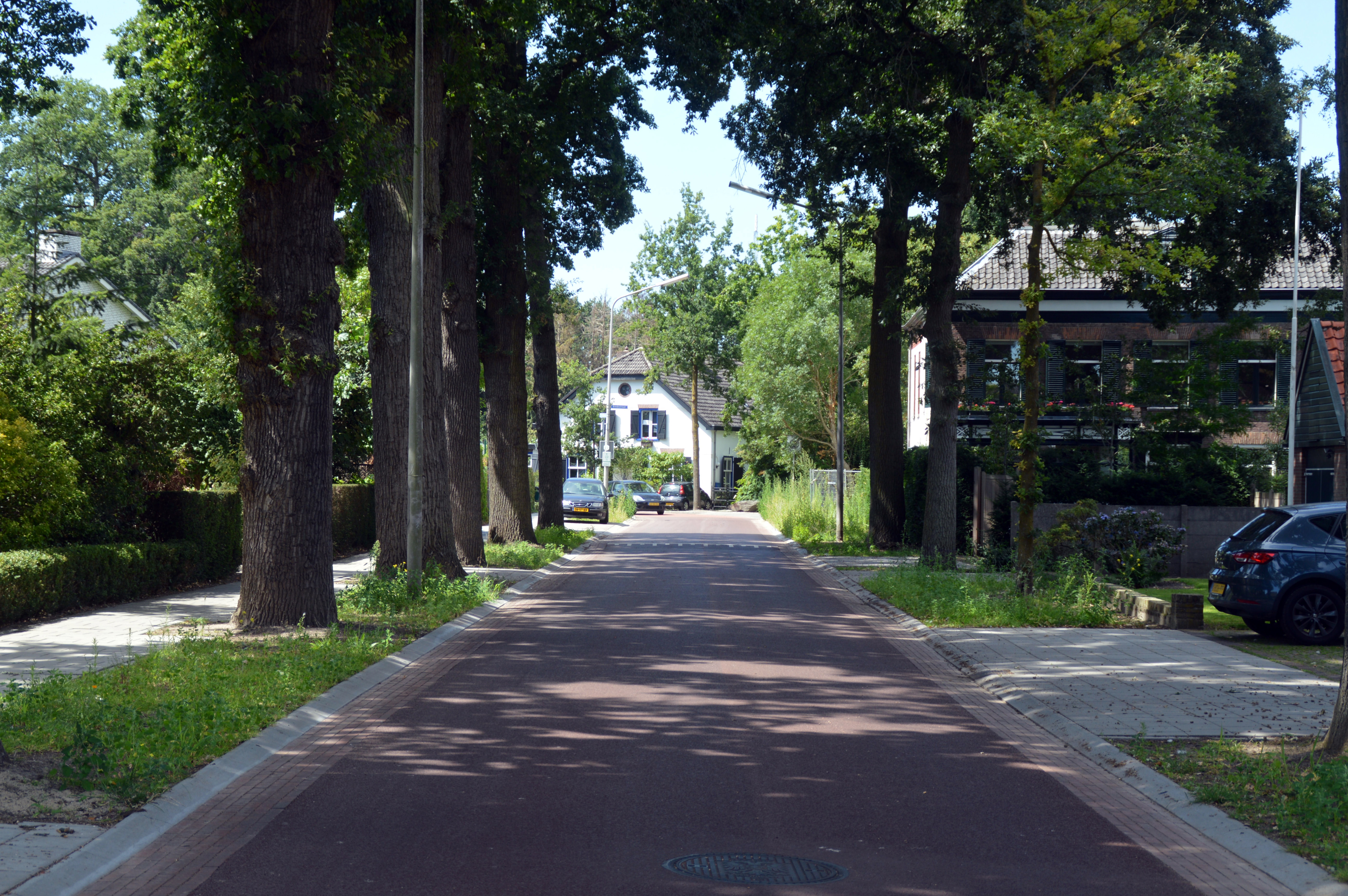
Korte Bredestraat met rechts Landhuis Beaulieu (1850)
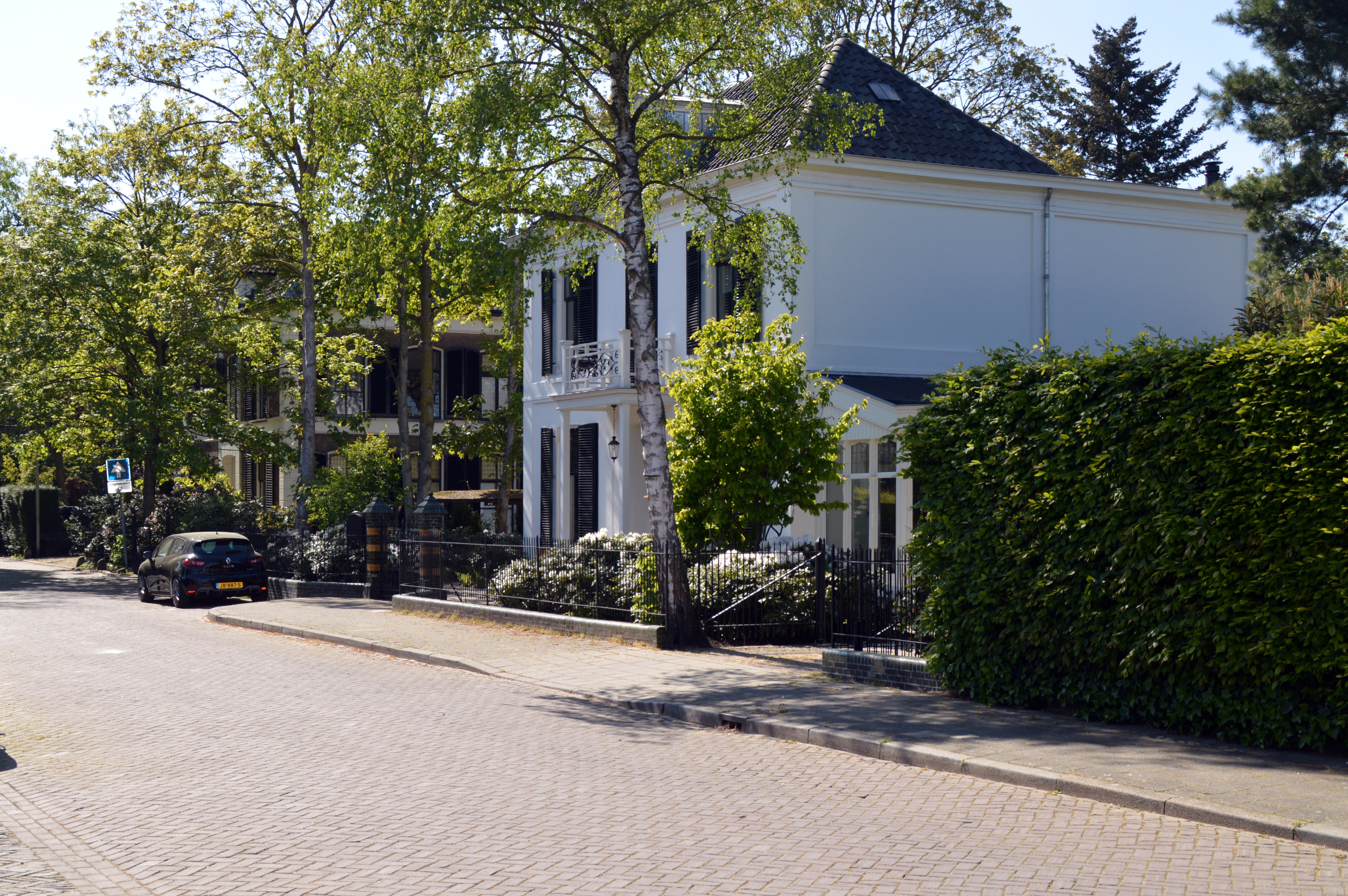
Kerkpad Olde Wehme (1870) en Villa Oud Hees (1874)
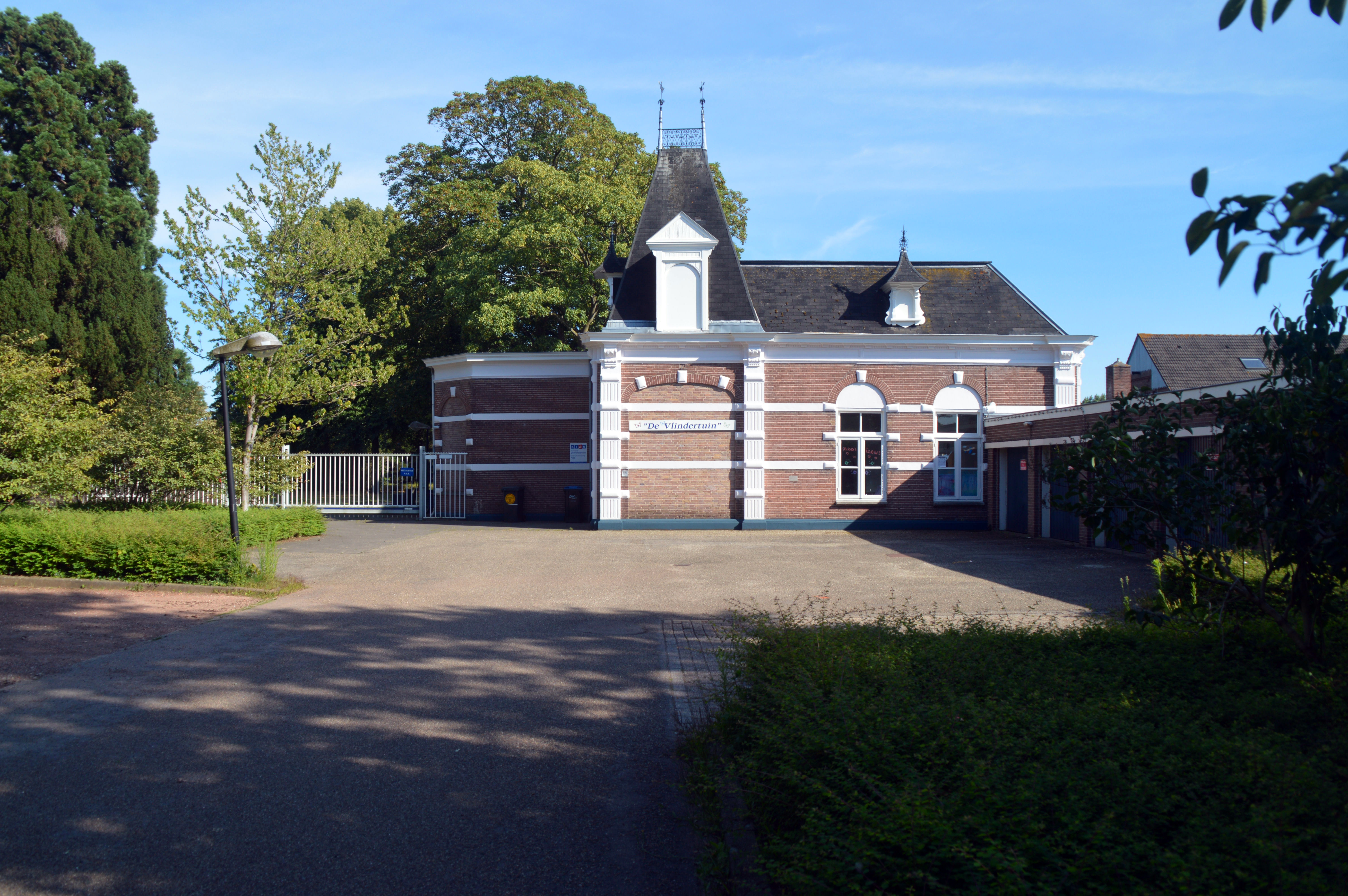
Villa Andelshof koethuis (1889)
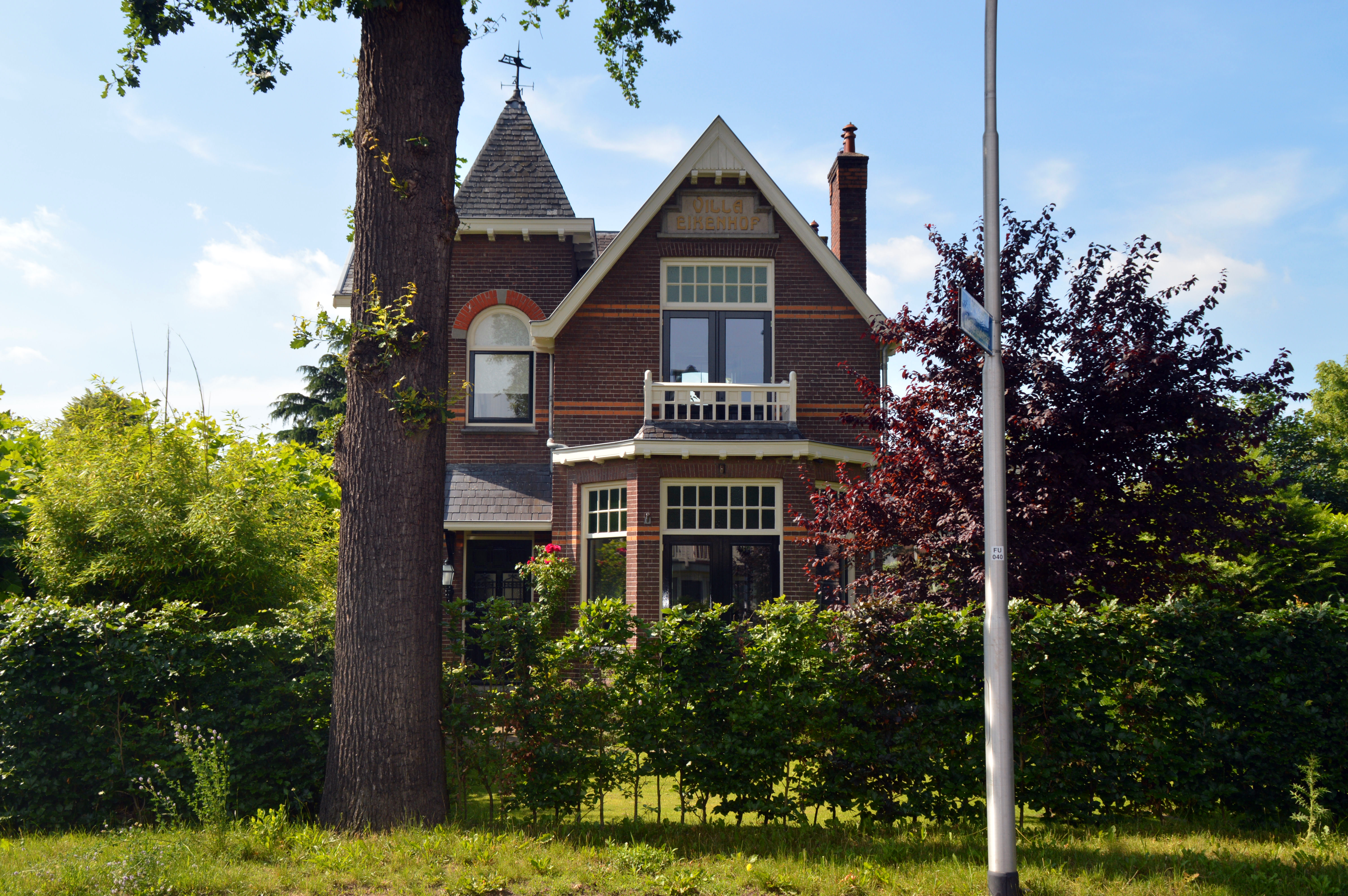
Kerkstraat Villa Eikenhof (1908)
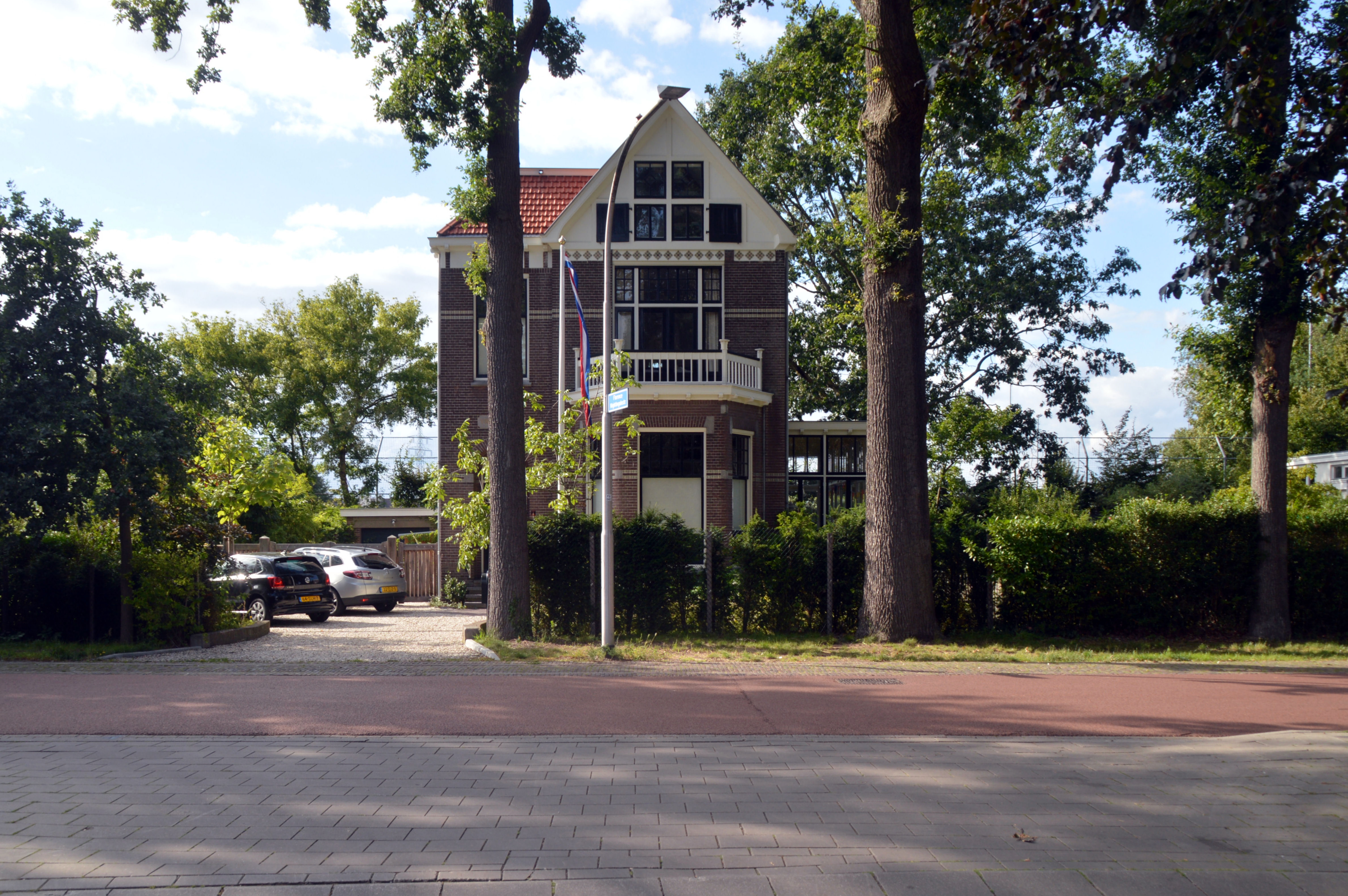
Villa Maria (1909)
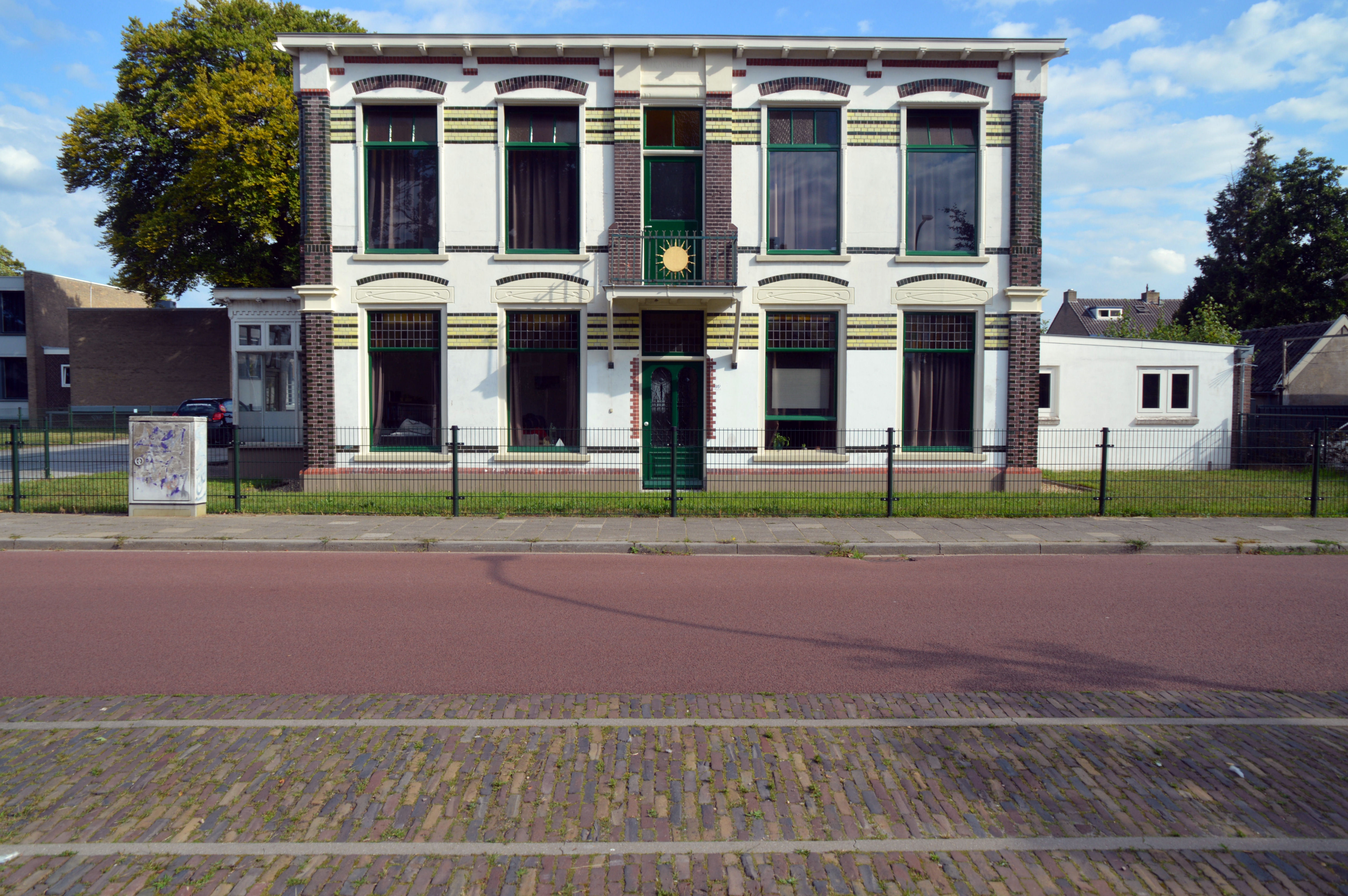
Villa Oranjestein (1910)
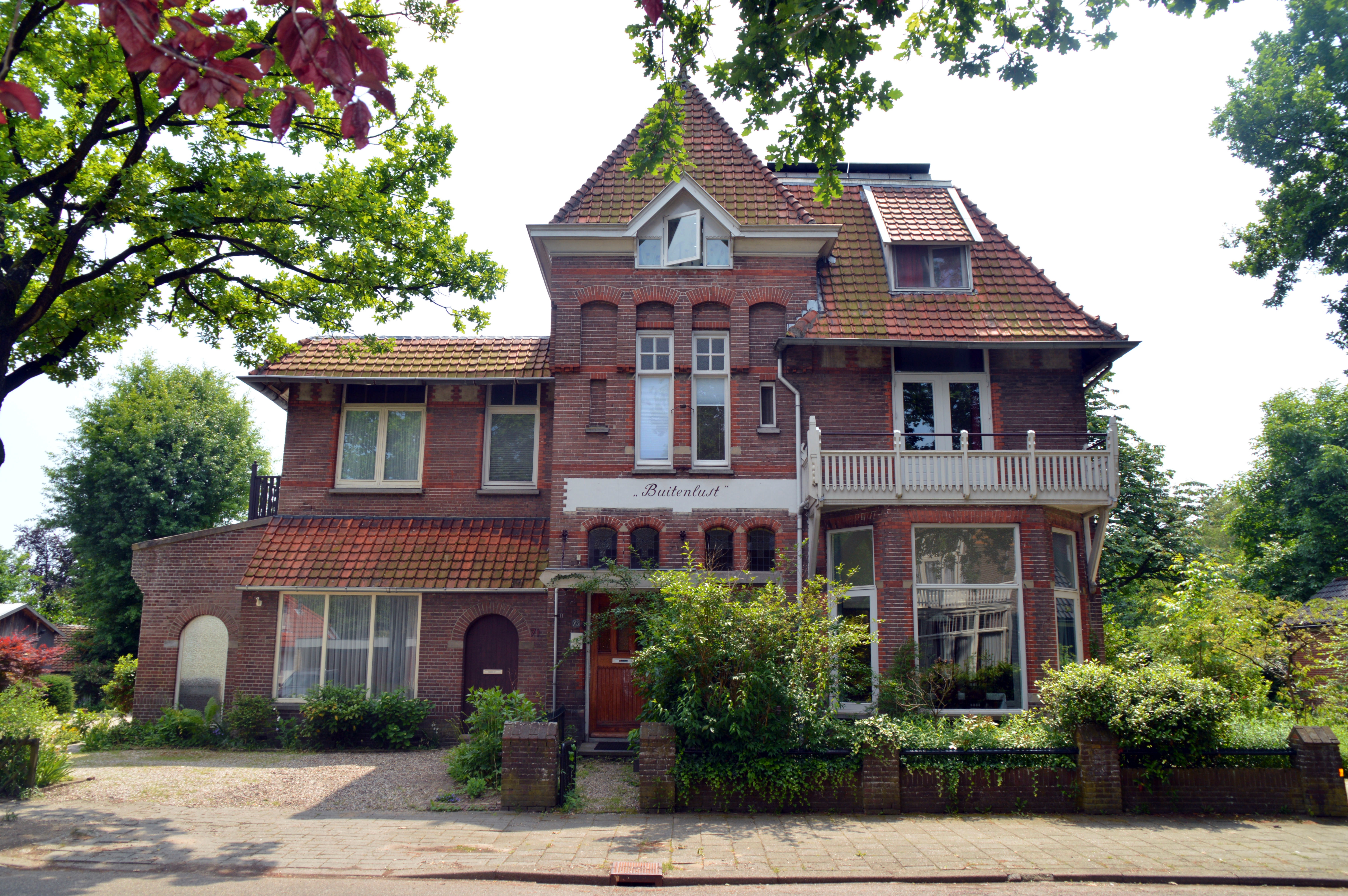
Villa Buitenlust
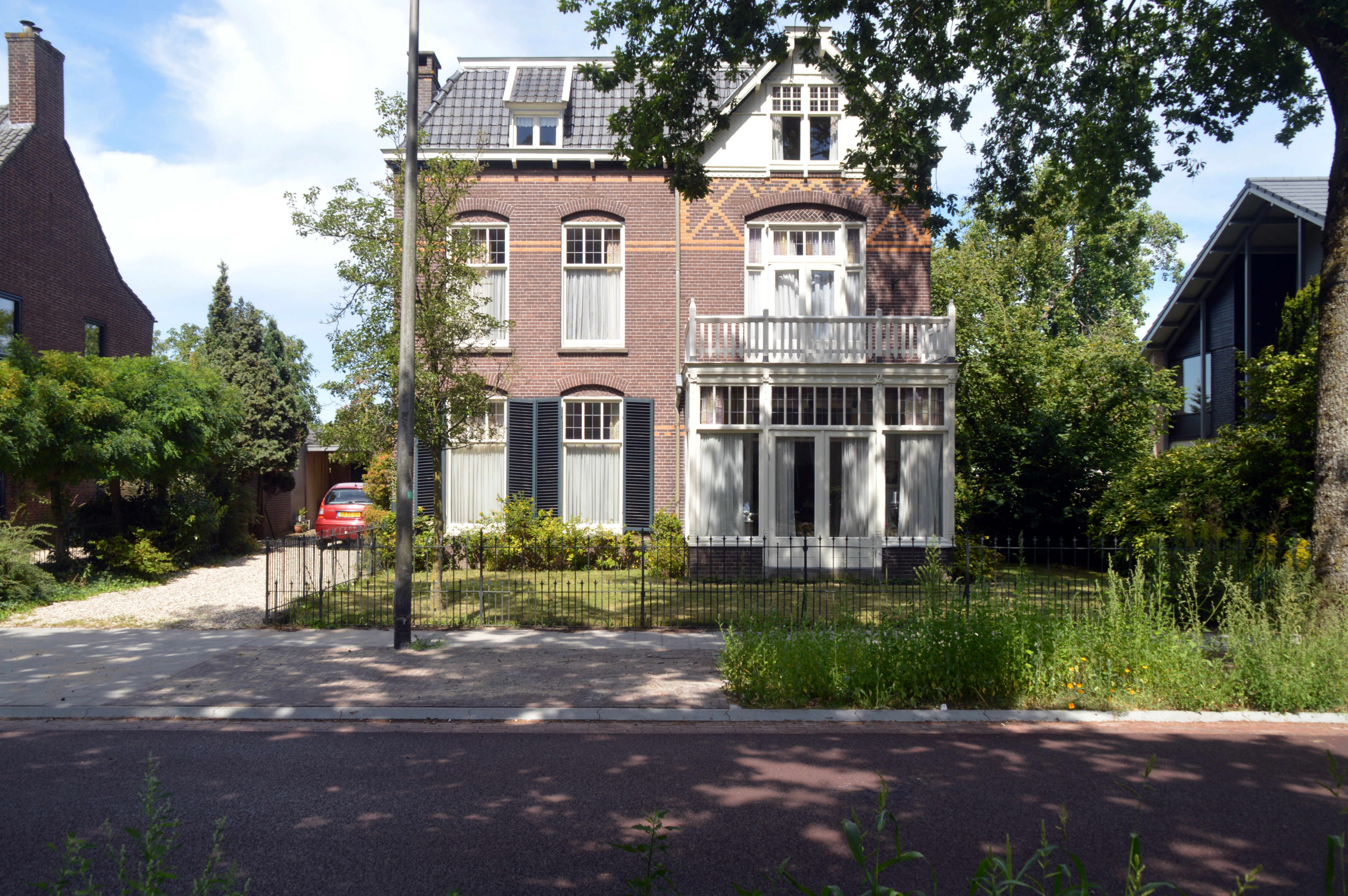
Villa Schependomlaan 108 (1904)
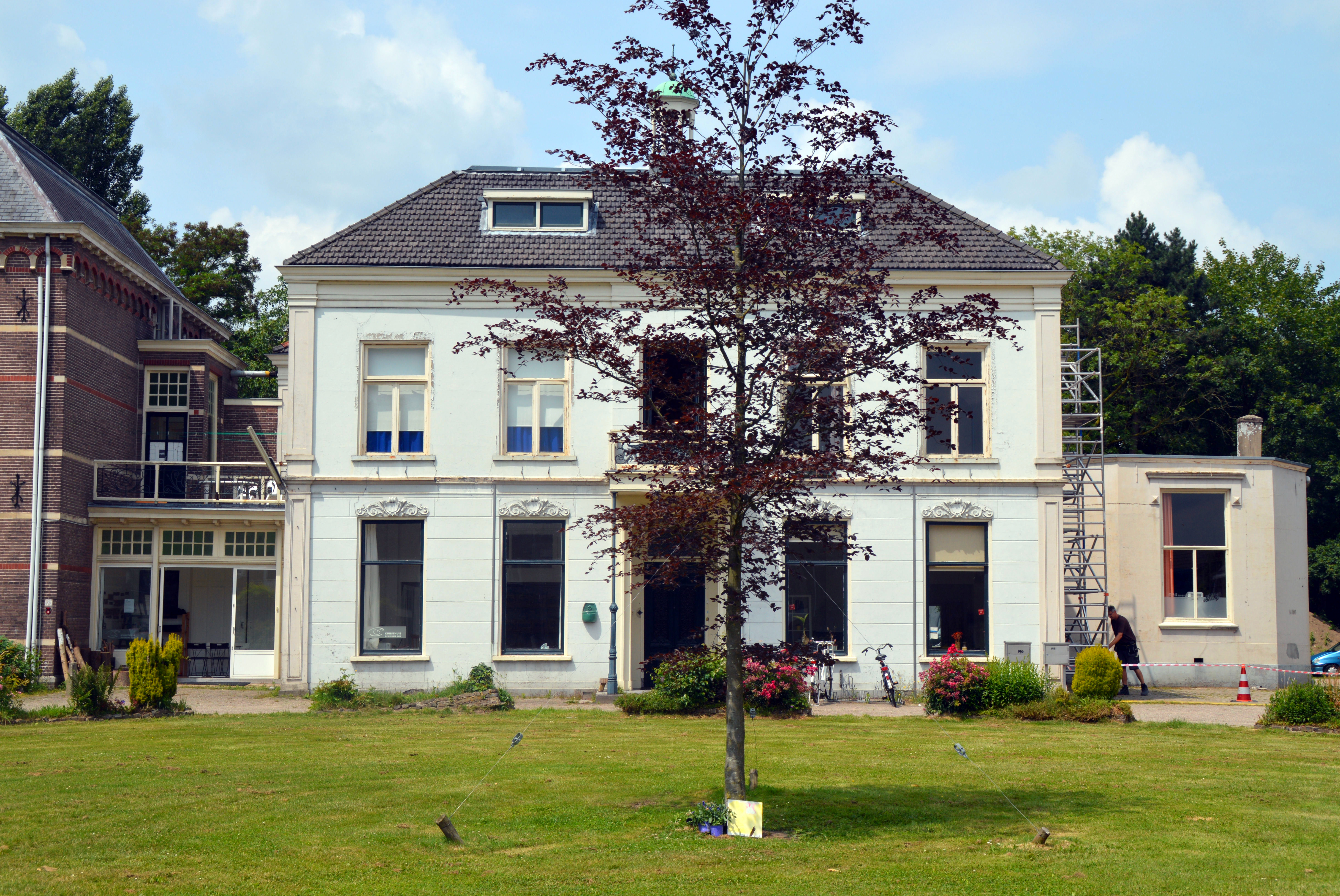
Villa Madeleine (voorheen Villa Kemedjing)  Bredestraat 168, gebouwd naar een ontwerp van architect Th.J. Klompers (1860)
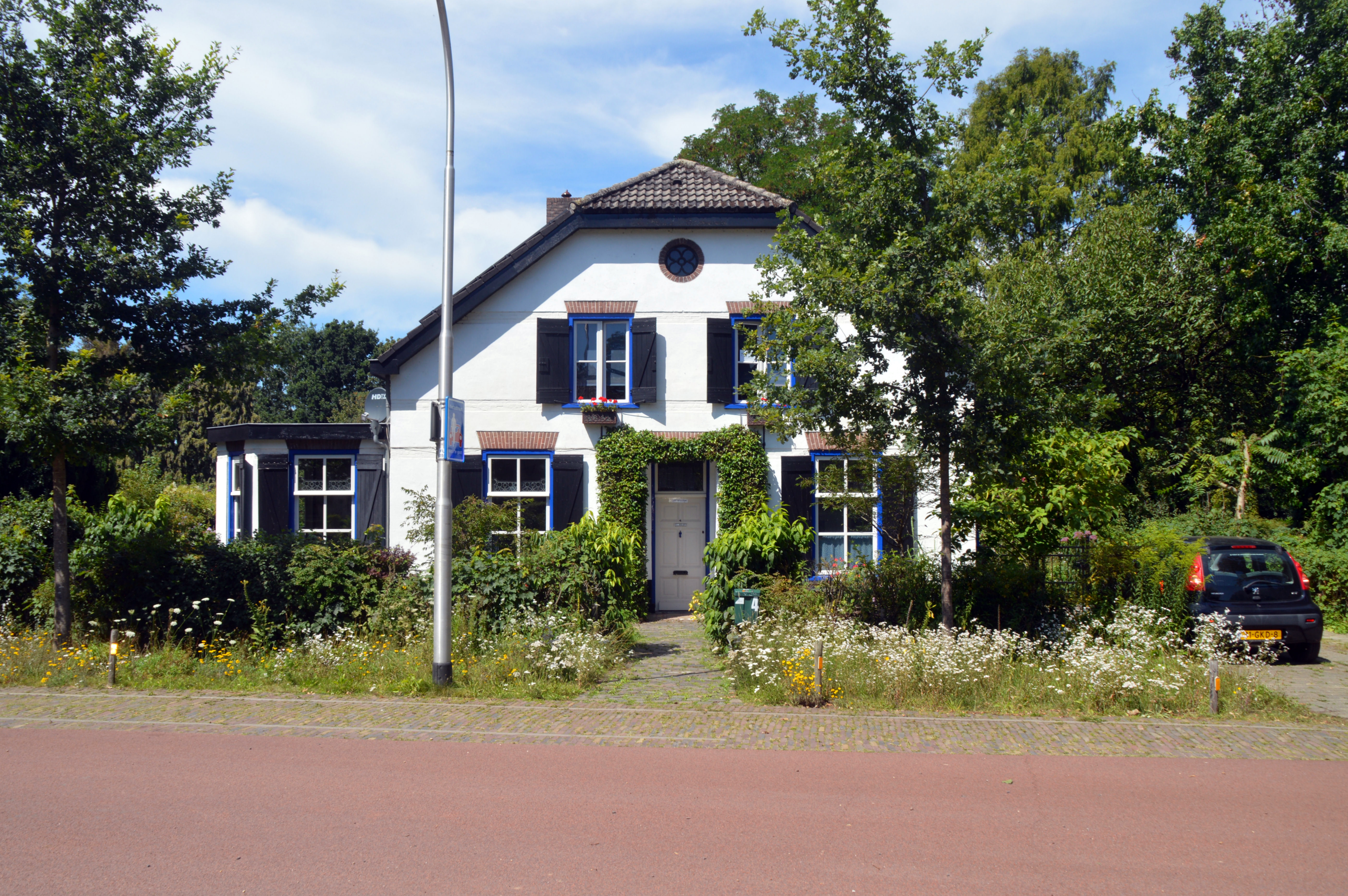
Boerderij (1889)
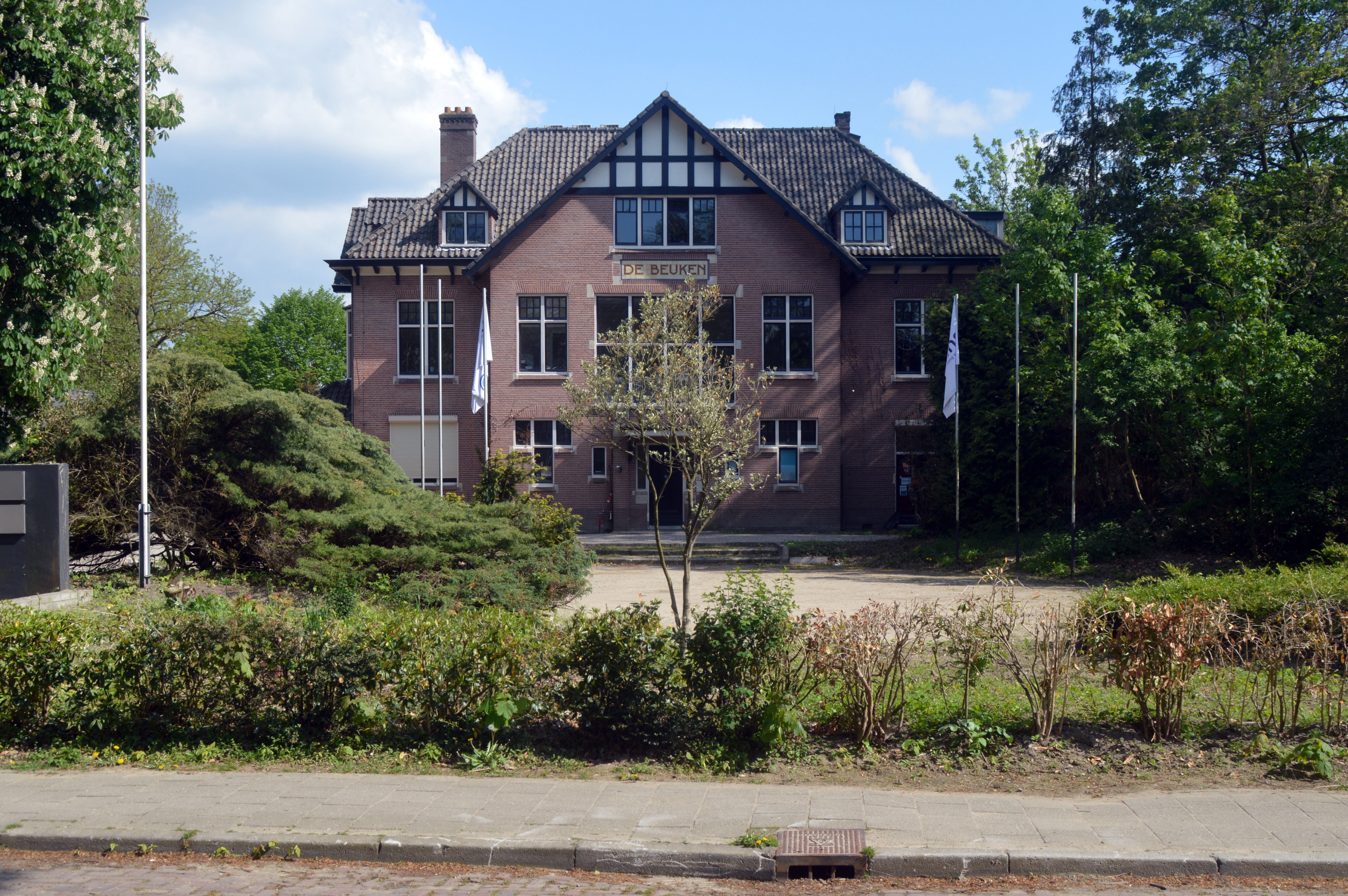
Villa De Beuken (1912)
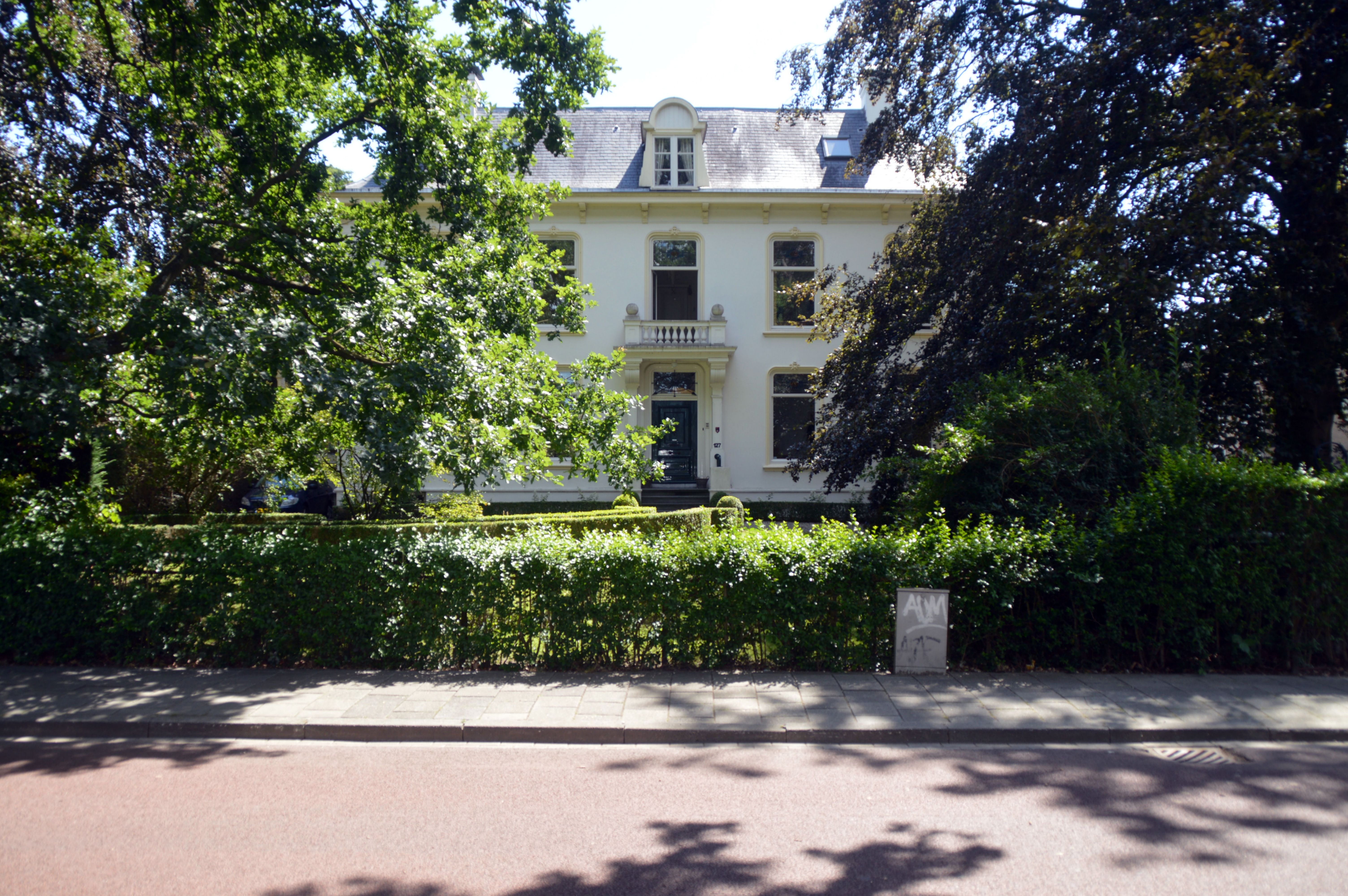
Villa Stadwijk Kerkstraat 127 (1655)
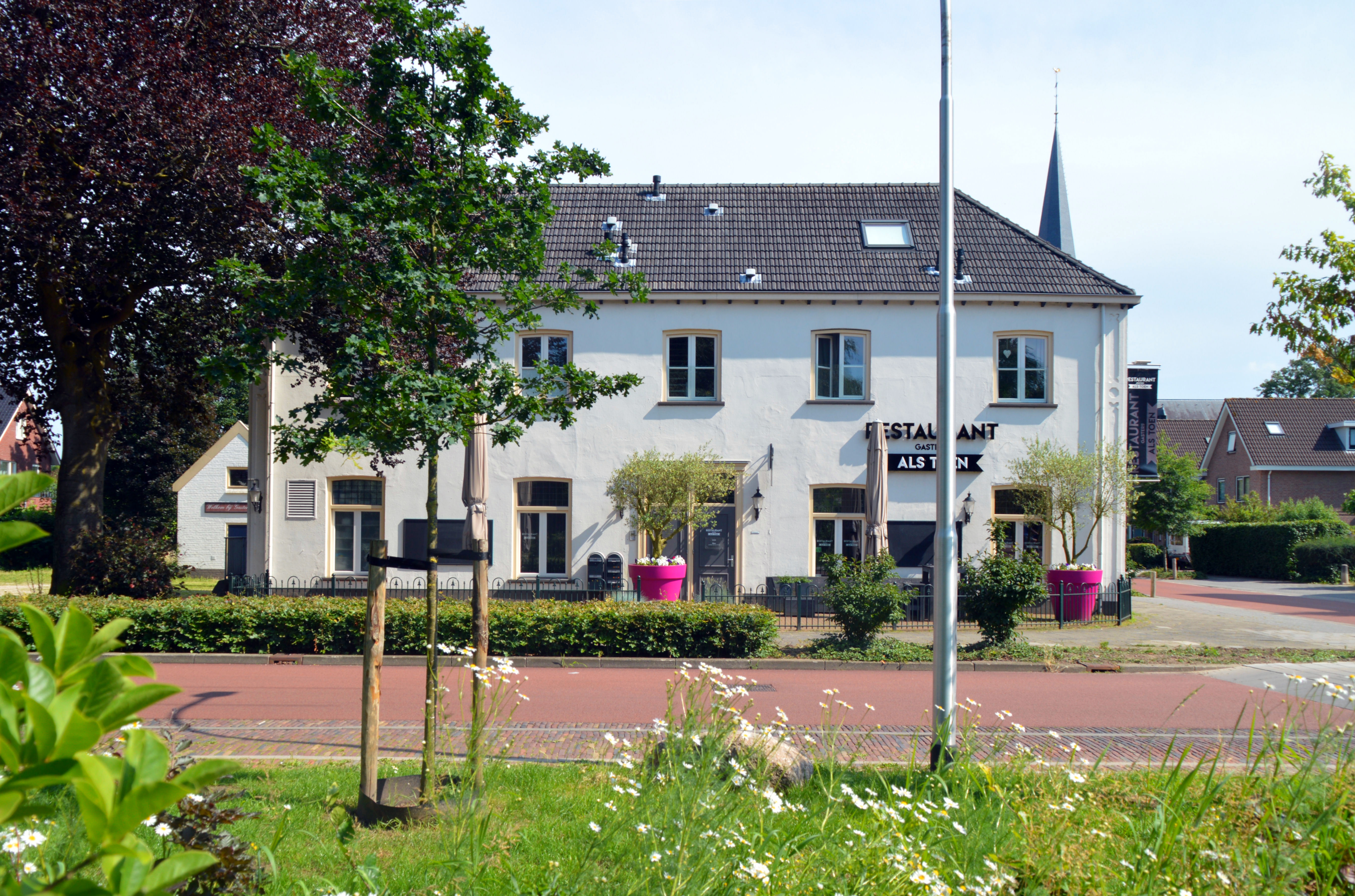
Café de Witte Poort (thans Gasterij Als Toen) Kerkstraat (ca. 1800)
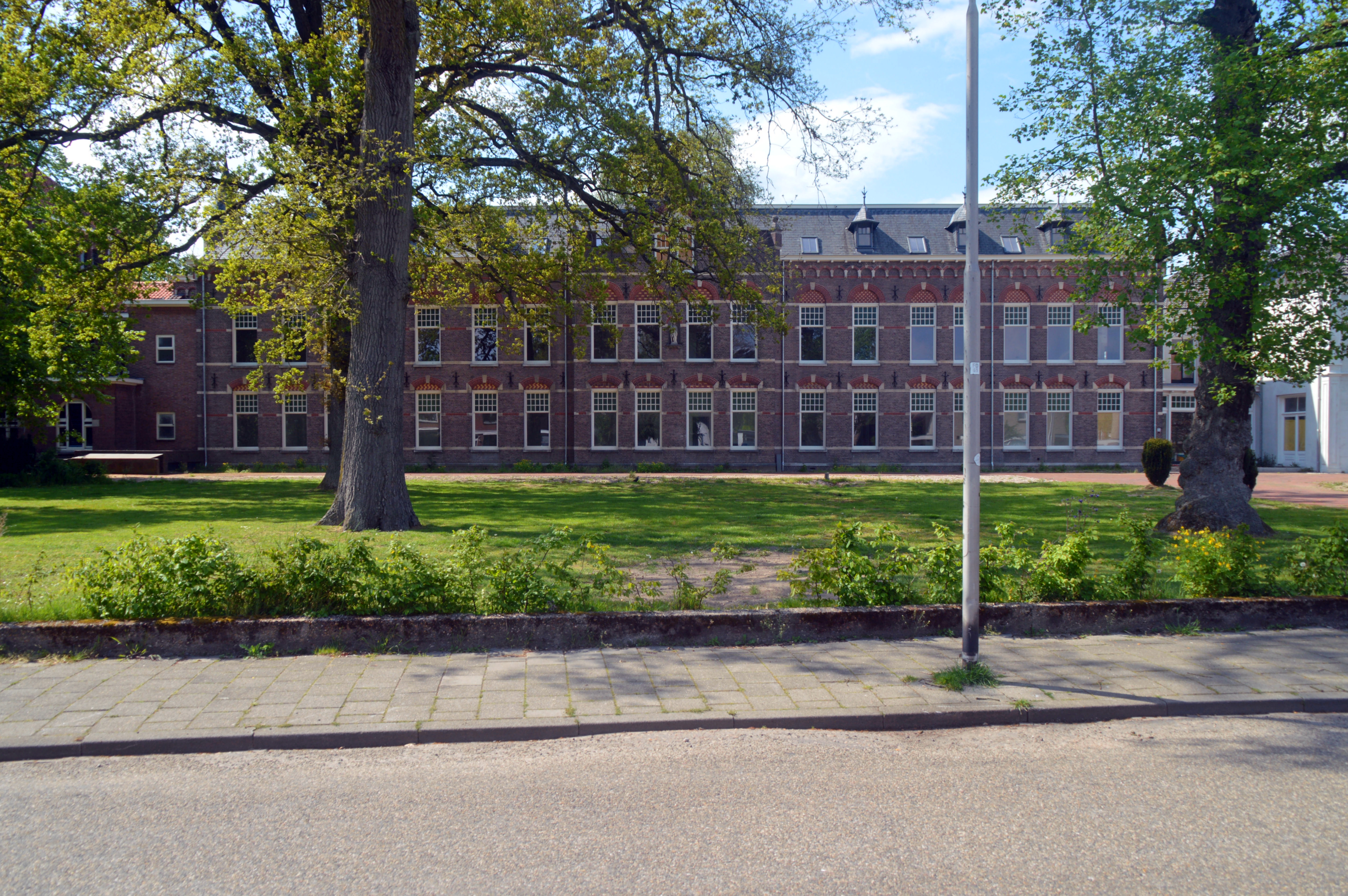
Voormalig Damespensionaat en rustoord Sancta Maria
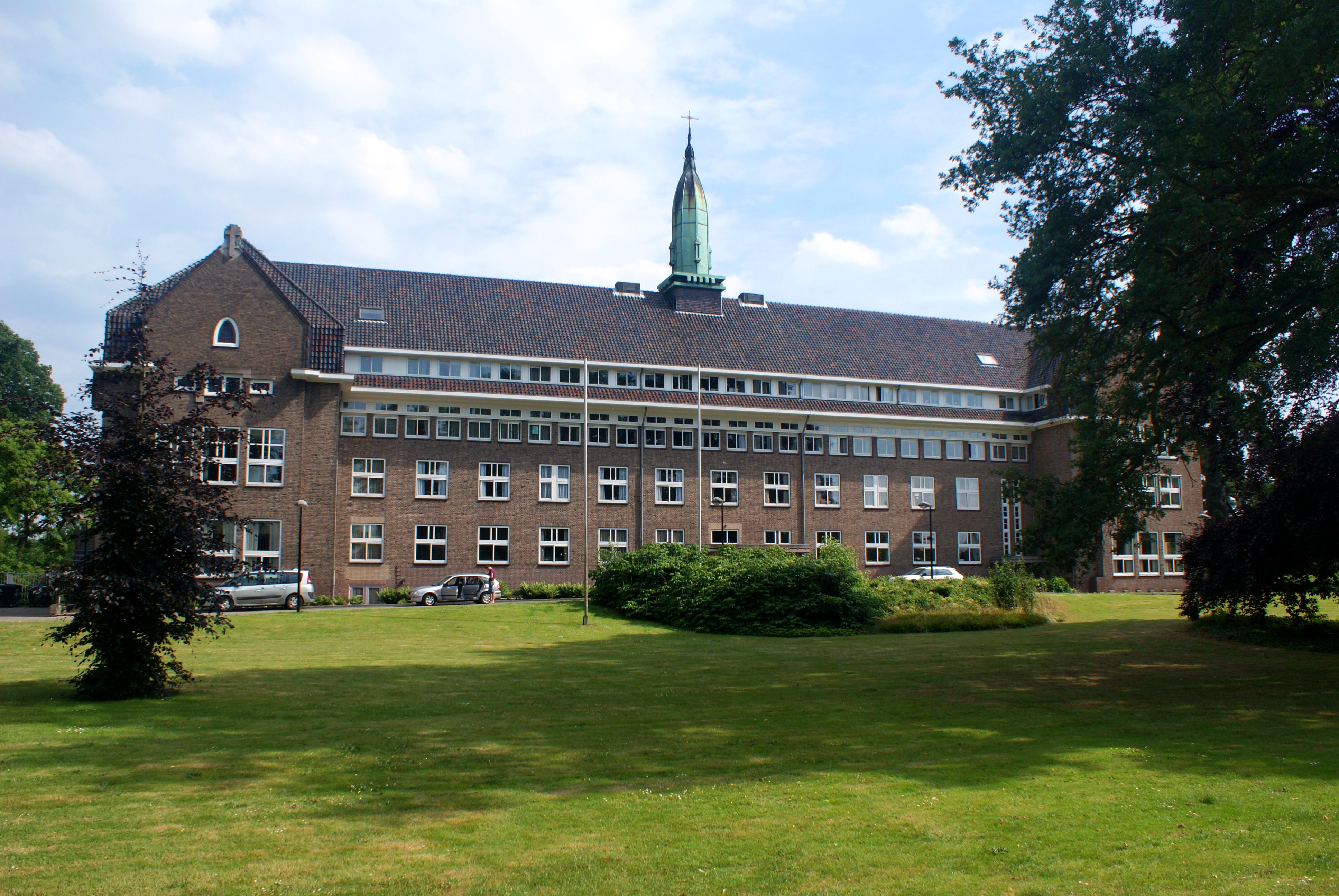
St Jozef Klooster
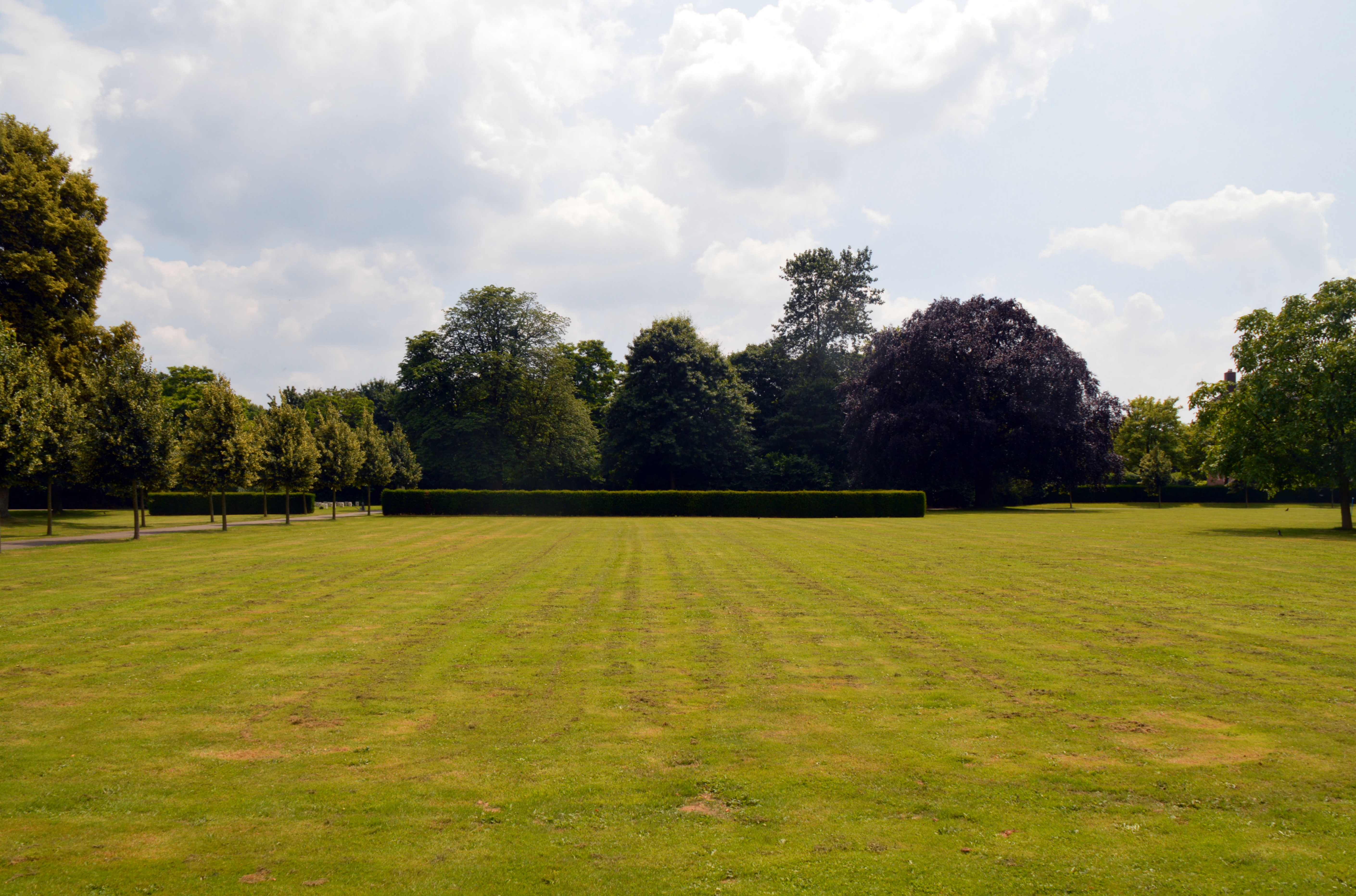
Kloostertuin St Jozef Klooster
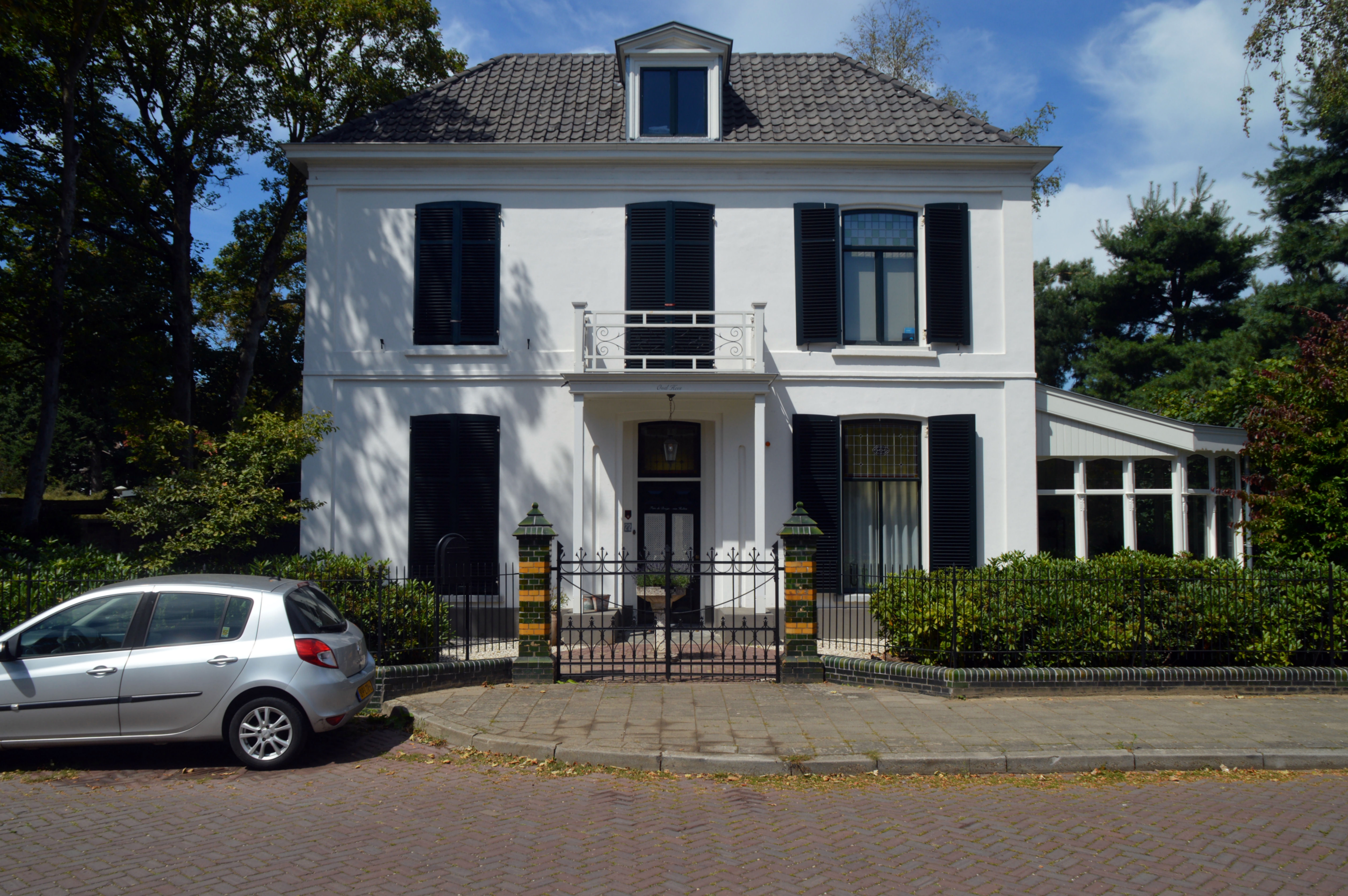
Villa Oud Hees (1874)
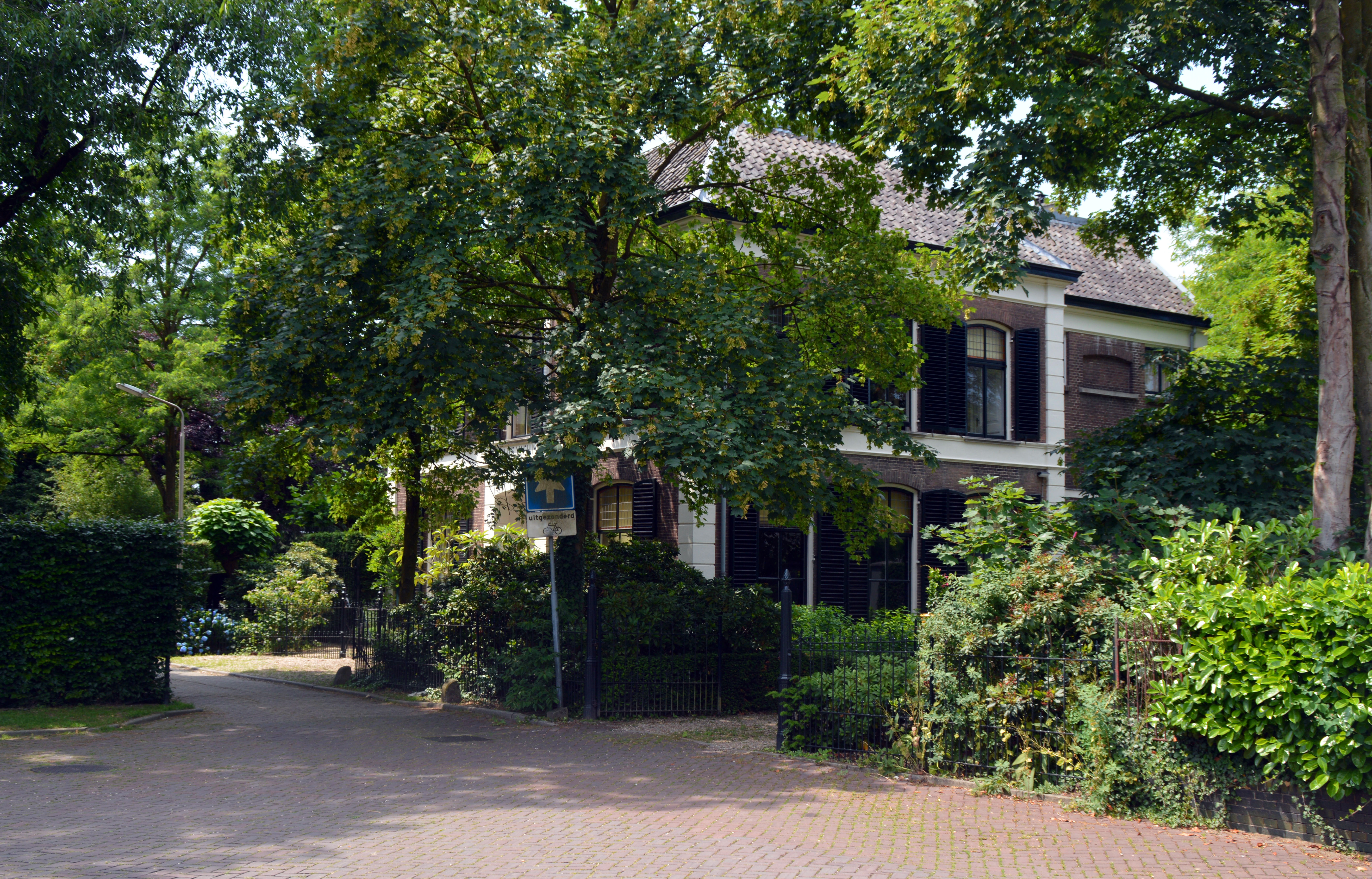
Olde Wehme (1870)